# 日産・シルフィ
シルフィ (SYLPHY) は、日産自動車が海外市場で生産・販売するセダン型乗用車である。初代と2代目は日本国内でブルーバードシルフィ (BLUEBIRD SYLPHY) として生産・販売した。

## 概要
初代G10型は、東南アジアなどではB14型サニーのモデルチェンジ版としてサニーまたはセントラの名で販売し、韓国ではルノーサムスン・SM3/SM3 CEならびにOEM版のルノー・スカラとしてライセンス生産した。
2代目G11型は、日本ではブルーバードシルフィ、中国ではシルフィ（のちにシルフィクラシック）、台湾ではブルーバード、ロシアではアルメーラとして各地で販売・生産した。東風汽車のブランド「風神」は、内外装を大幅に改良して「A60」として現在も販売している。

3代目B17型は、おもに北米向けのセントラならびにブルーバードシルフィ/シルフィ、ティーダラティオを統合して販売し、市場により複数の車名がある。
2000年8月に「ブルーバード・シルフィ」として初代G10型を発売した。既存のB15型（9代目）サニーを基に開発し、旧来の「パルサー」、「プレセア」の統一後継車種として登場した。P12型プリメーラが3ナンバーサイズへ拡大して従来のブルーバードのポジションへ昇格し、車格がプリメーラと入れ替わりP11型以前のプリメーラのポジションをシルフィが担う。車種名にブルーバードを冠するが、2001年8月までブルーバード（10代目）と並売した。G10型シルフィはブルーバードを冠する車種として11代目となる。このモデルは当時のガソリン車で排出ガス低減性能に優れた。
2005年12月にフルモデルチェンジでG11型となり、5ナンバーサイズをキープしながらも大型化を図った。先代モデルの不評点であった室内空間の狭さを克服し、Lサイズセダンにも劣らない室内空間を実現した。ライバルはトヨタ・プレミオ（コロナの後継車）であり、ボディサイズもホイールベースも同様となり、1960年代 - 1970年代にしのぎを削ったライバル関係が復活している。
2012年12月のフルモデルチェンジで、従来以上に世界戦略車として企画して全幅は1,700㎜を超える3ナンバーサイズとした。同時に、同一ボディで北米、アジア、オセアニアなど世界各国で販売した。型式も従来のG1#型からサニーやセントラの流れを汲むB1#型へ編入してB17型とした。日本国内は、ブルーバードを外してシルフィを車名とした。
日産車のチューニングを得意とするホシノインパルは、「シルフィは地味だけどキッチリと真面目に作られたクルマ。なかなかの実力だし、インパルのコンプリートで渋く乗ってもらいたい」という星野一義の提案 で、G11型をベースにかつてのブルーバードのスポーツグレード「SSS（スリーエス）」をモチーフにした「IMPUL BLUEBIRD SSS」を開発・発売した。この流れは次代・B17型へも継承され、「IMPUL SYLPHY」としてエアロパーツを用意した。

## 初代（通算11代目）G10型（2000年 - 2005年）
顧客層のターゲットを子育てを終了したポスト・ファミリー層である40 - 55歳のミドルエイジに設定し（2000年当時）、内外装は同社のB15型サニー同様、非常に保守的なデザインを採っている。中級車には珍しく黒塗りの公用車・社用車仕様も存在する。搭載するエンジンは全て直列4気筒DOHCガソリンエンジンであり、直噴のQR20DD型、北米向け「セントラCA」と同じQG18DE型、そしてQG15DE型の3機種。4WD車にはQG18DE型が搭載される。
車名に「ブルーバード」を冠するが、当初は消滅が決定していたパルサーに代わるラインナップ拡充策として、サニーがベースのブルーステージ専売新規車種として開発した。U14型で主要メカニズムを共用したプリメーラがDセグメントへ移行し、ブルーバードは開発が凍結されたが、販売サイドや顧客からブルーバード廃止に反対意見が多く、新規車種にその名を充てた。
上記経緯から、エンジンの排気量も先代のブルーバードと同じ1,800ccクラスをメインストリームとしたものの、車体はサニーなどに用いられるMSプラットフォームを採用し、N16型アルメーラをベースに前後のデザインを上級車種のセフィーロへ寄せ、車体寸法は1つ下のクラスのものとして設計した。車格はDセグメントであった従来のブルーバードに比してCセグメントへダウンサイジングした。ホイールベースもサニーと同一の 2,535mmで、車格やホイールベースの短さに起因する室内空間の狭さから大ヒットはしなかったが、排ガス性能の高さや上質さを誇示して当時の日産のセダンとしては比較的堅調に売り上げた。シートおよびドアトリムの生地は屏風をイメージして設計した。
発売当初はセカンドネームの「シルフィ」を強調するエンブレムを後部に配し、2001年8月のマイナーチェンジで「ブルーバード」と「シルフィ」を同じ大きさとし、2003年2月のマイナーチェンジで「ブルーバード」を大きくした。
1.8L・2WD車の排出ガス性能は当時のガソリン車で突出して高く、炭化水素、NOxの排出量は平成12年規制75%低減レベル（★★★）の半分であった。シルフィと同型の1.8Lエンジンを搭載する北米仕様セントラCAは、カリフォルニア州で最も厳しい排ガス基準であるOBDII基準で電気自動車と同等の認定を受け、シルフィも同程度の排出ガス性能を実現した。1.8Lエンジン搭載車は、当時のハイブリッドカーよりも高い排出ガス性能を誇り、都市の空気よりも清涼な排出ガスレベルを実現した。

### 年表
- 2000年8月30日 - 発売[12]。

排気ガスのクリーンさも売りで、1.8L・2WD車はガソリン車としては日本初の「超-低排出ガス（★★★）」認定を取得した（1.5L車と1.8L・4WD車も「良-低排出ガス（★）」認定を取得）。
グレード構成は1.5L車は「15i」・「15i Gパッケージ」、1.8L車は「18Vi」・「18Vi Gパッケージ」及び4WD車「18Vi-4」、2.0L車は「20XJ Gパッケージ」の6グレードを設定する。「20XJ Gパッケージ」は15インチアルミホイール、「18Vi」系は15インチフルホイールカバー、「15i」系は14インチフルホイールカバーをそれぞれ装着し、15インチアルミホイールは他グレードにもオプション設定した。サイドガードモール、バンパーモール、リヤライセンスプレートフィニッシャーは「15i」系を除きメッキ仕様とした。「20XJ Gパッケージ」は6速マニュアルモード付きCVT「HYPER CVT-M6」を装備する。
オーテックジャパン扱いの福祉車両「ライフケアビークル」は、「18Vi」をベースに助手席回転シートを装備した「アンシャンテ」を設定した。
- 2001年
  - 3月15日 - オーテックジャパン扱いの福祉車両「ライフケアビークル」に、手動運転装置「オーテックドライブギア」を装備した「ドライビングヘルパー」を発売する。
  - 4月12日 - 法人向けグレード「ベーシックパッケージ」を1.5L車と1.8L・2WD車に設定して発売する[13]。このモデルは2003年2月以降の後期型も設定する。
  - 10月29日 - 特別仕様車「18Vi Gパッケージ リミテッド」、「18Vi-4 リミテッド」を発売[14]する。「18Vi Gパッケージ」と「18Vi-4」をベースに、共通でUVカット断熱グリーンガラス（リアドア・リア）を装備し、前者はフロントバンパー組込フォグランプ、オーバーヘッドコンソール、マルチリモートエントリーシステムを、後者はフロントUVカットグリーンガラス、ファインビジョンメーター、リモートコントロールエントリーシステムをそれぞれ装備した。本グレードからリアの車名エンブレムを変更した。
  - 10月31日 - オーテックジャパン扱いで「教習車」を設定[15]した。搭載エンジンはQG15DE型で、5MTと4ATを設定する。ローギアードマニュアルミッション、パワーステアリングオイルクーラーなど専用仕様を装備する。2003年2月以降の後期型にも教習車を設定する。
  - 12月21日 - 特別仕様車「18Viリミテッド」を発売[16]。「18Vi」をベースに、UVカット断熱グリーンガラス（リアドア・リア）、リモートコントロールエントリーシステム、マップランプを装備し、ボディカラーは専用色の「シャンパンシルバーメタリック」を設定した。
- 2002年
  - 4月 - 仕様変更。ボディカラーの「ミスティグリーンメタリック」に替わり、特別仕様車「リミテッド」の専用色「シャンパンシルバーメタリック」を追加した。
  - 9月 - 韓国のルノーサムスン自動車が「SM3」を発売する。
- 2003年
  - 2月12日 - 大幅にマイナーチェンジする[17]。

フロントグリル・バンパー、テールランプなどのデザインを大幅に変更し、CIも2020年7月までのものへ変更した。新設計したリアコンビネーションランプは、2003年2月3日に発売した上級車種のティアナに寄せてデザインした。ホイールとホイールカバーも新設計し、15インチアルミホイールはティアナに設定する16インチアルミホイールのデザインを模し、14インチホイールカバーはY11型ウイングロード後期型やB15型サニー後期型と同一デザインを採用した。
1.5L・2WD車も「超-低排出ガス（★★★）」認定を取得し、4WD車用QG18DEエンジンは連続可変バルブタイミング (CVTC) へ改良した。
グレード体系は前期型と同一だが、「15i Gパッケージ」・「18Vi Gパッケージ」・「20XJ Gパッケージ」はそれぞれ「15i-G」・「18Vi-G」・「20XJ-G」に改めた。15ベーシックパッケージと15iのMT車を除く全車のパーキングブレーキは足踏み式として、「20XJ-G」のCVTはマニュアルモードなしの「HYPER CVT」とした。
  - 4月 - 上海モーターショーにG10型ブルーバードシルフィ前期型をベースとする中国向け「サニー（陽光）」を出展し、直列4気筒 2.0Lエンジンに4速ATと5速MTを設定する。
  - 5月8日 - 70周年記念特別仕様車「18Vi 70th」、「18Vi-4 70th」を発売[18]する。

「18Vi」・「18Vi-4」をベースに、DVDナビゲーションシステム+バックビューモニター、上級シート生地&トリム（ファインジャカード織物）、フロントバンパー組込みフォグランプ、ETCユニットを装備する。
  - 7月 - 中国で「陽光」（日本語訳でサニー）の生産を開始。日産と東風汽車との合弁会社東風汽車有限公司で生産する。
  - 10月22日 - 70周年記念特別仕様車第2弾となる「70th-II ナビパッケージ」を発売[19]する。「18Vi」・「18Vi-G」・「18Vi-4」をベースに、室内環境パッケージ（プラズマクラスターイオン付エアコン、IR/UVカットグリーンガラス（フロント）、消臭天井）、DVDナビゲーションシステム+バックビューモニター、フロントバンパー組込フォグランプを装備し、キーを1個追加する。「18Vi-4」はDVDナビゲーションシステム+バックビューモニターを省き、キーを通常数とした「70th-II」も設定する。
  - 12月25日 - 日本で初めて「平成17年基準排出ガス75%低減レベル（☆☆☆☆） 」の認定を受ける[20]。70周年記念特別仕様車「18Vi 70th-II」・「18Vi-4 70th-II」を発表（2004年1月20日販売開始）し、特別装備内容は先に発売された「18Vi-4 70th-II」と同等である。
- 2004年
  - 4月7日 - 仕様変更[21]。カタロググレードの「18Vi」・「18Vi-G」も「平成17年基準排出ガス75%低減レベル（☆☆☆☆） 」認定を取得するとともに、「15i」・「15i-G」は「平成17年基準排出ガス50%低減レベル（☆☆☆） 」認定を取得した。
  - 12月 - 仕様変更。ボディカラーに「ウォーターブルーメタリック」を追加。
  - 12月16日 - 特別仕様車「ナビエディション」を発売（2005年3月までの期間限定販売）[22]。「18Vi」・「18Vi-G」・「18Vi-4」をベースに、DVD方式のナビゲーションシステム、バックビューモニター、マルチリモートコントロールシステム（リモコンキー2本）を装備。
- 2005年
  - 4月27日 - 特別仕様車「プレミアムインテリア」を発売[23]。

「18Vi-G」・「18Vi-4」をベースに、シートとドアトリムにカフェラテ スウェード調織物、ラジエーターグリルにシャンパンクローム、フロントサイドターンランプにシャンパンを採用。
  - 11月[24] - 生産終了。在庫対応分のみの販売となる。
  - 12月 - 2代目と入れ替わり販売終了。販売終了前月までの新車登録台数の累計は17万7333台[25]。

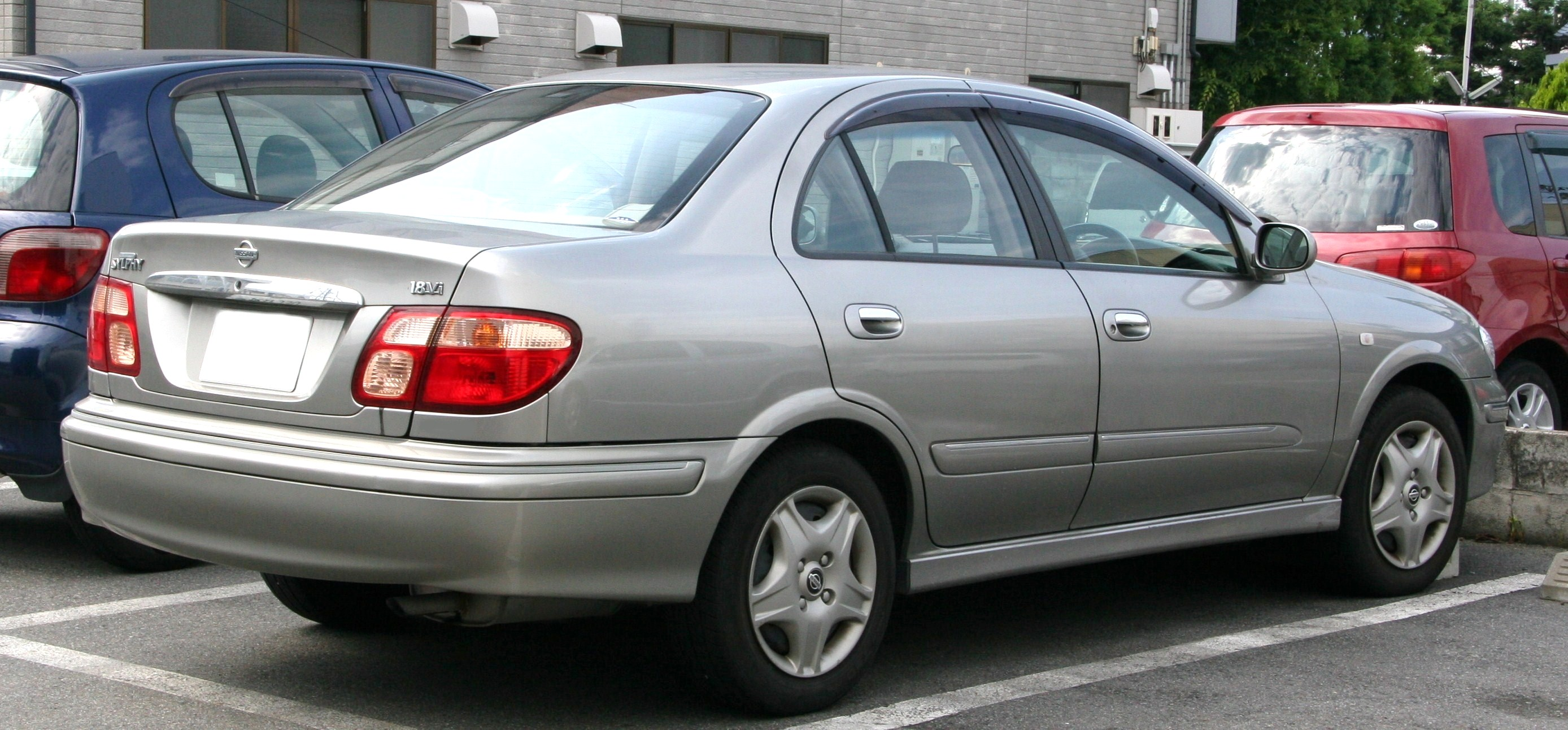
前期型18Viリア
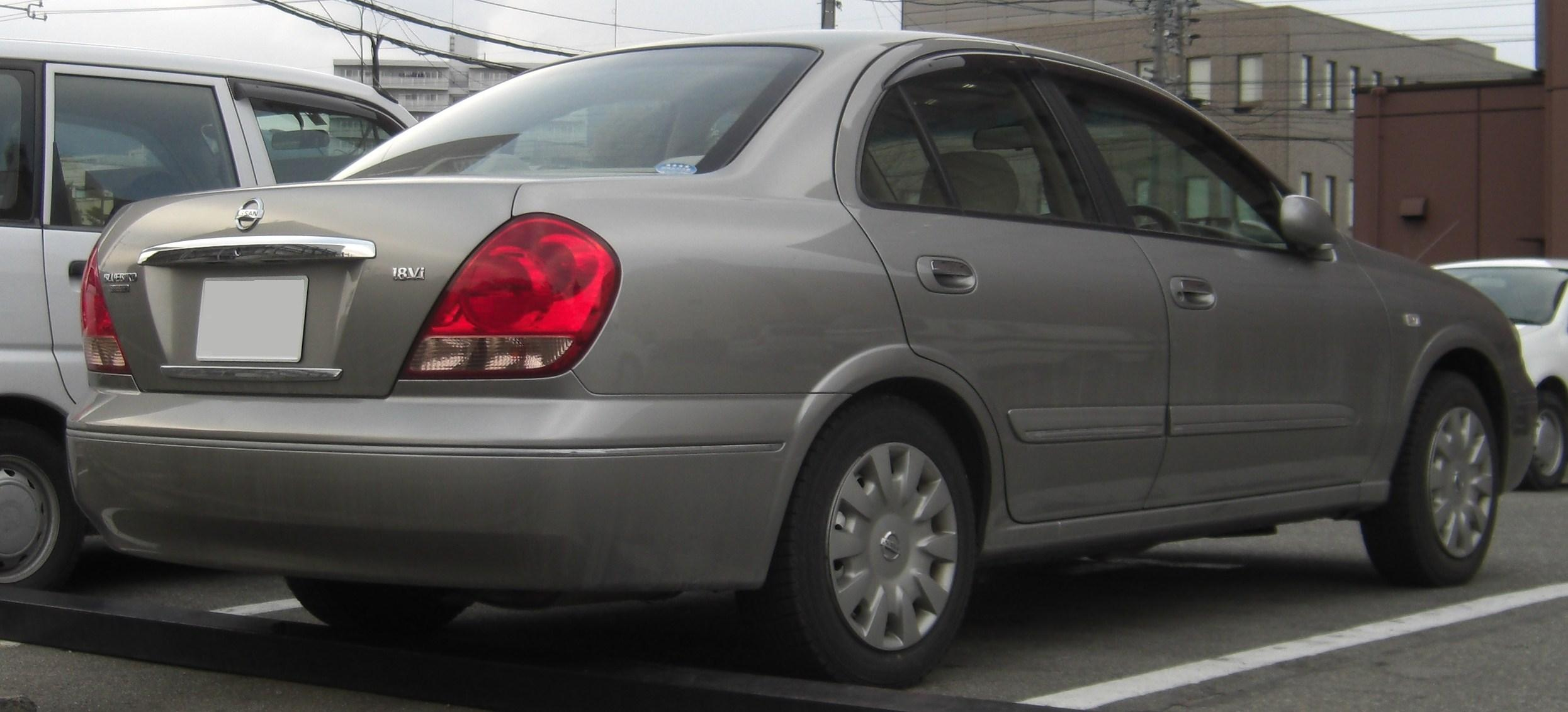
後期型リア
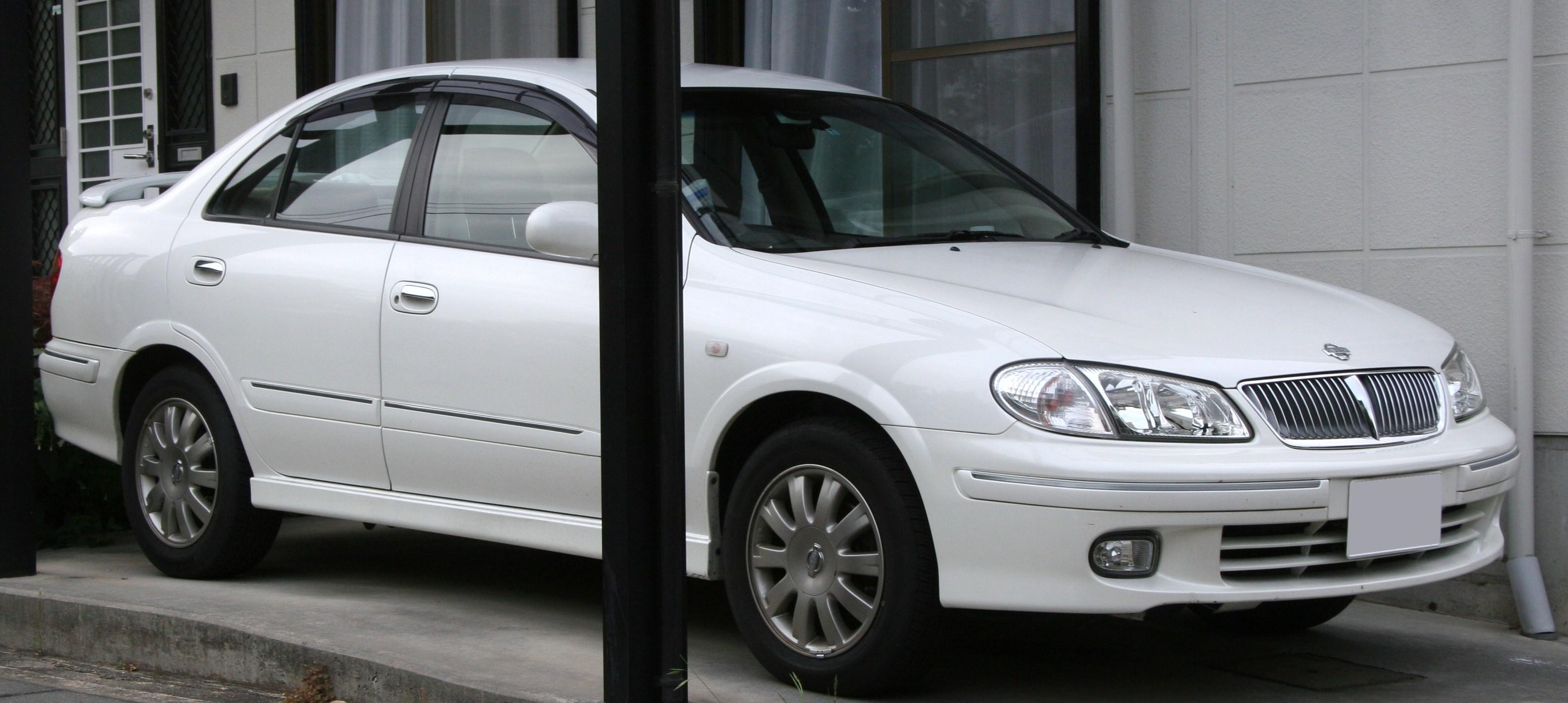
前期型20XJ
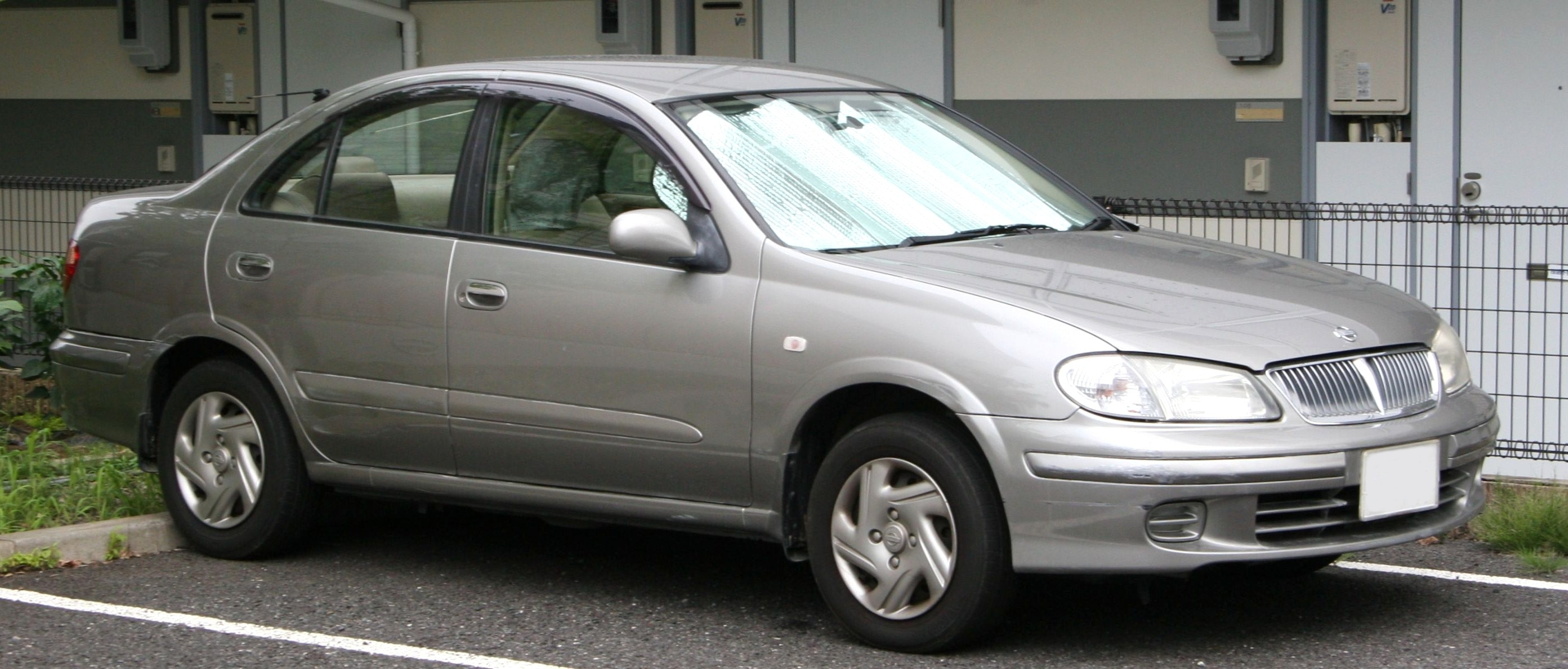
前期型15i
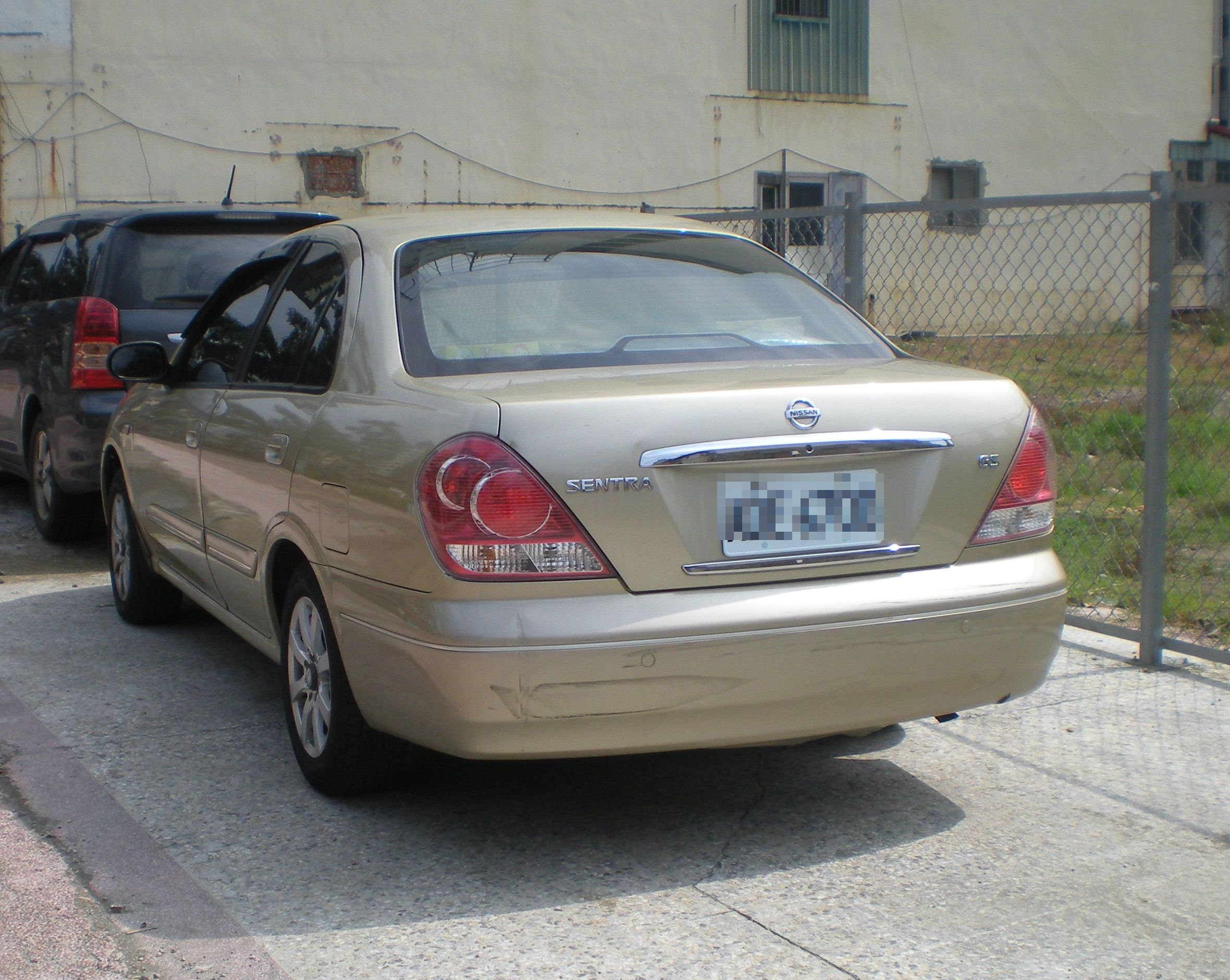
台湾仕様後期型リヤ（セントラ）

### サニーネオ/セントラ

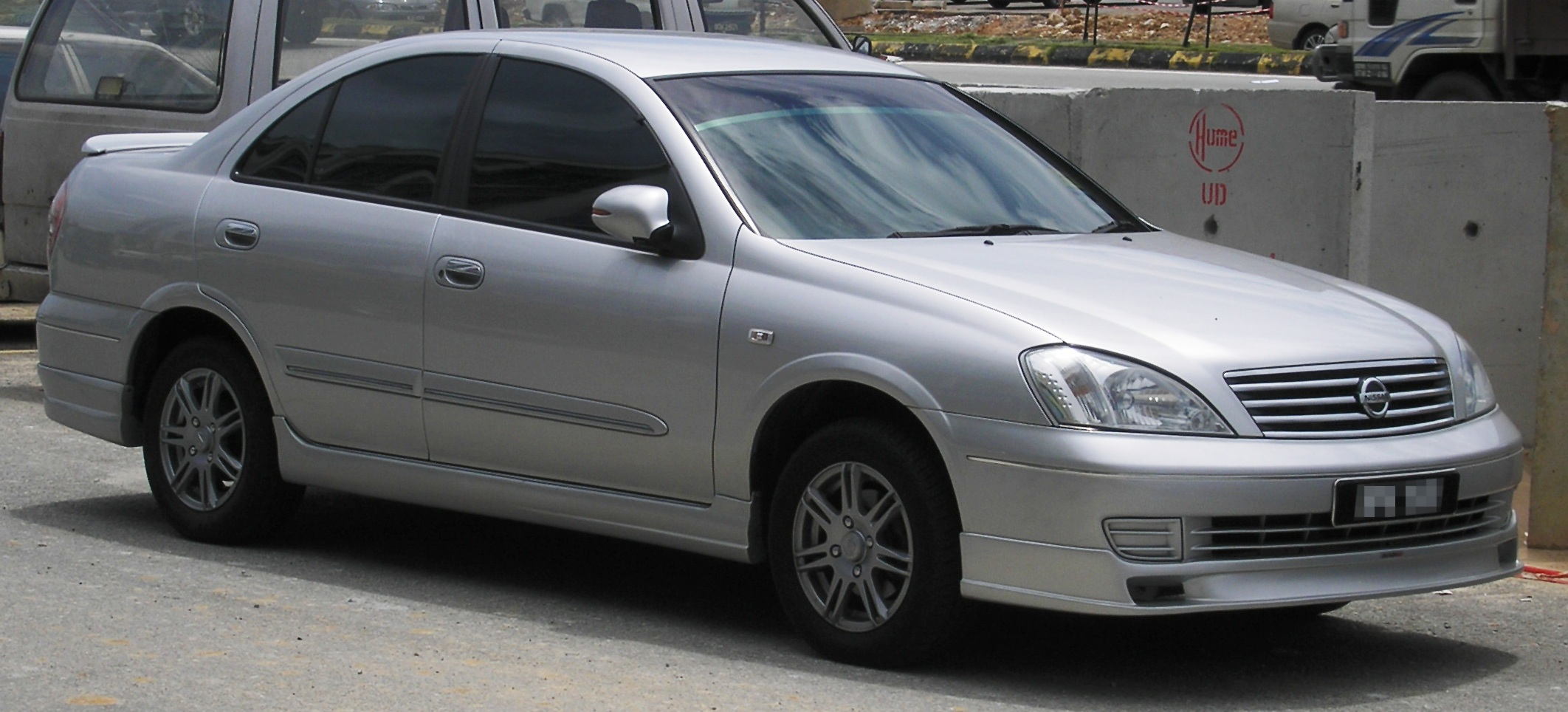
サニーネオ

タイではブルーバードシルフィをサニーネオ (SUNNY NEO) の名称で販売した。日本仕様との違いとして、フロントマスク・ヘッドライトのデザインが大幅に変更されている。リアデザインは後期型シルフィと共通となっている。
中国仕様のサニー陽光のデザインはブルーバードシルフィ前期型と同一であったが、のちにマイナーチェンジでサニーネオと同一のデザインとなった。
マレーシアや台湾ではセントラの名称で販売されていた。

### パルサー

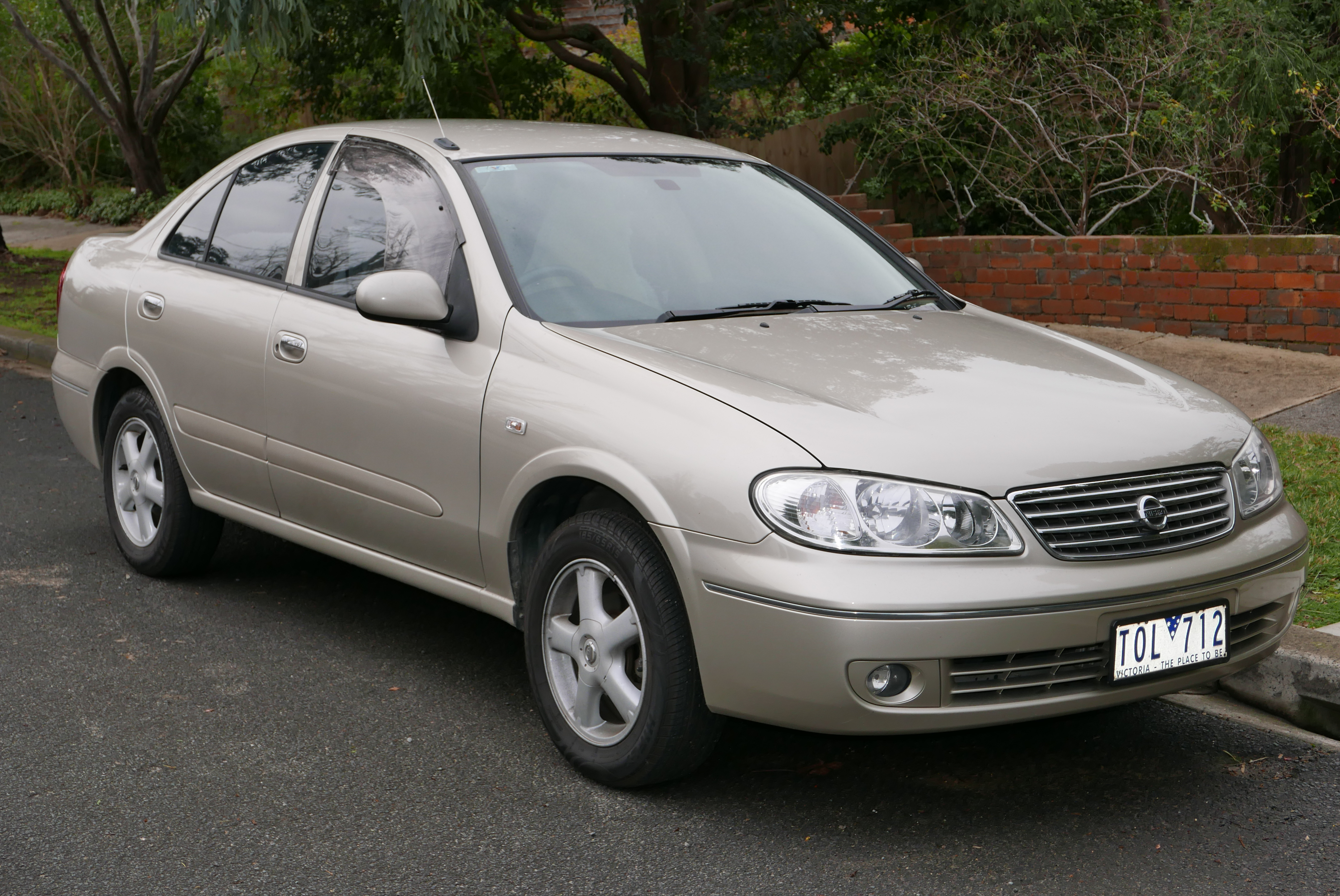
パルサー

オーストラリアではパルサー (PULSAR) の名称で販売した。日本仕様との違いとして、フロントグリルやバンパー、リヤコンビネーションレンズのレイアウトが変更されているが、リアデザインは前・後期ともシルフィとほぼ共通となっている。

### ルノーサムスンSM3

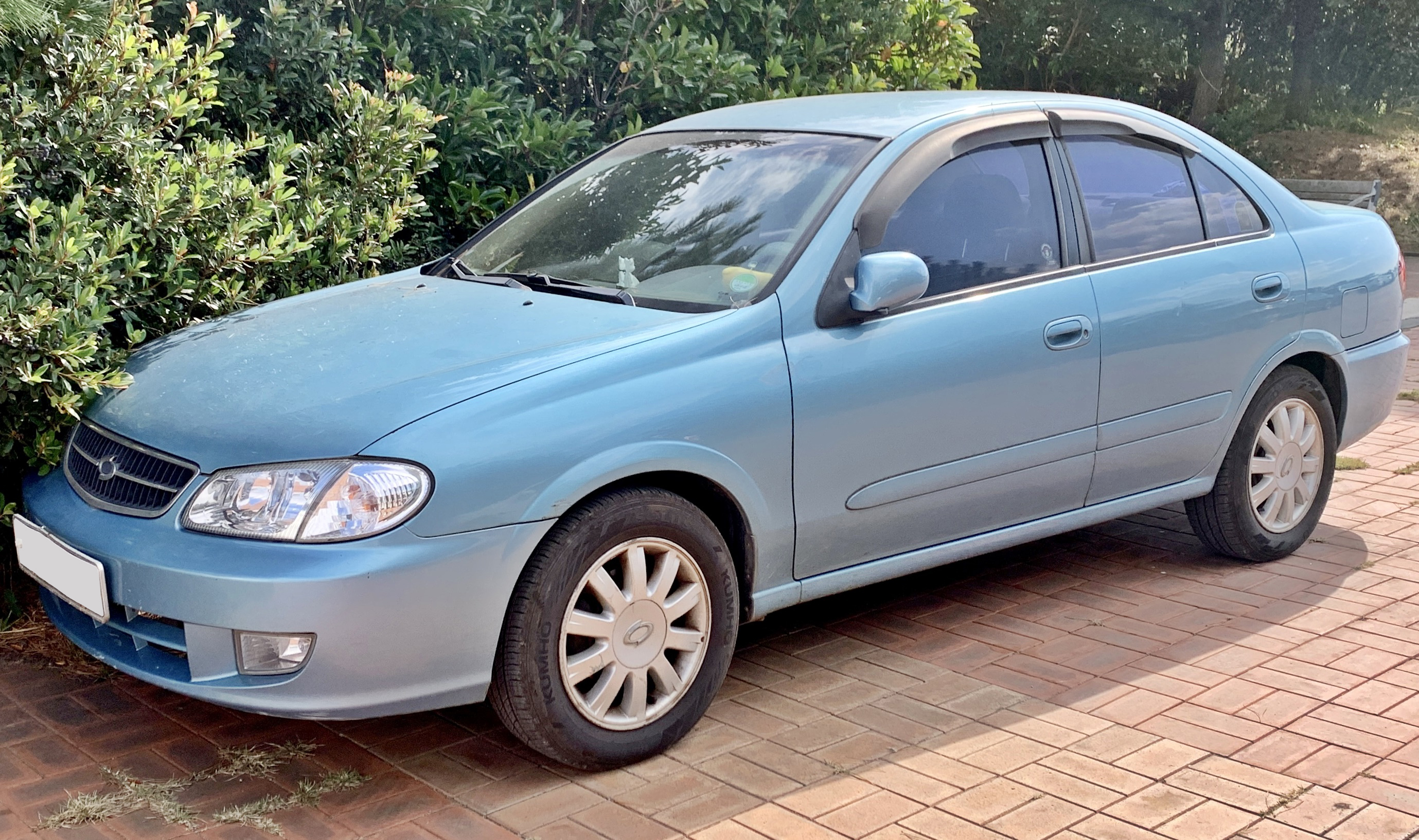
SM3　前期モデル

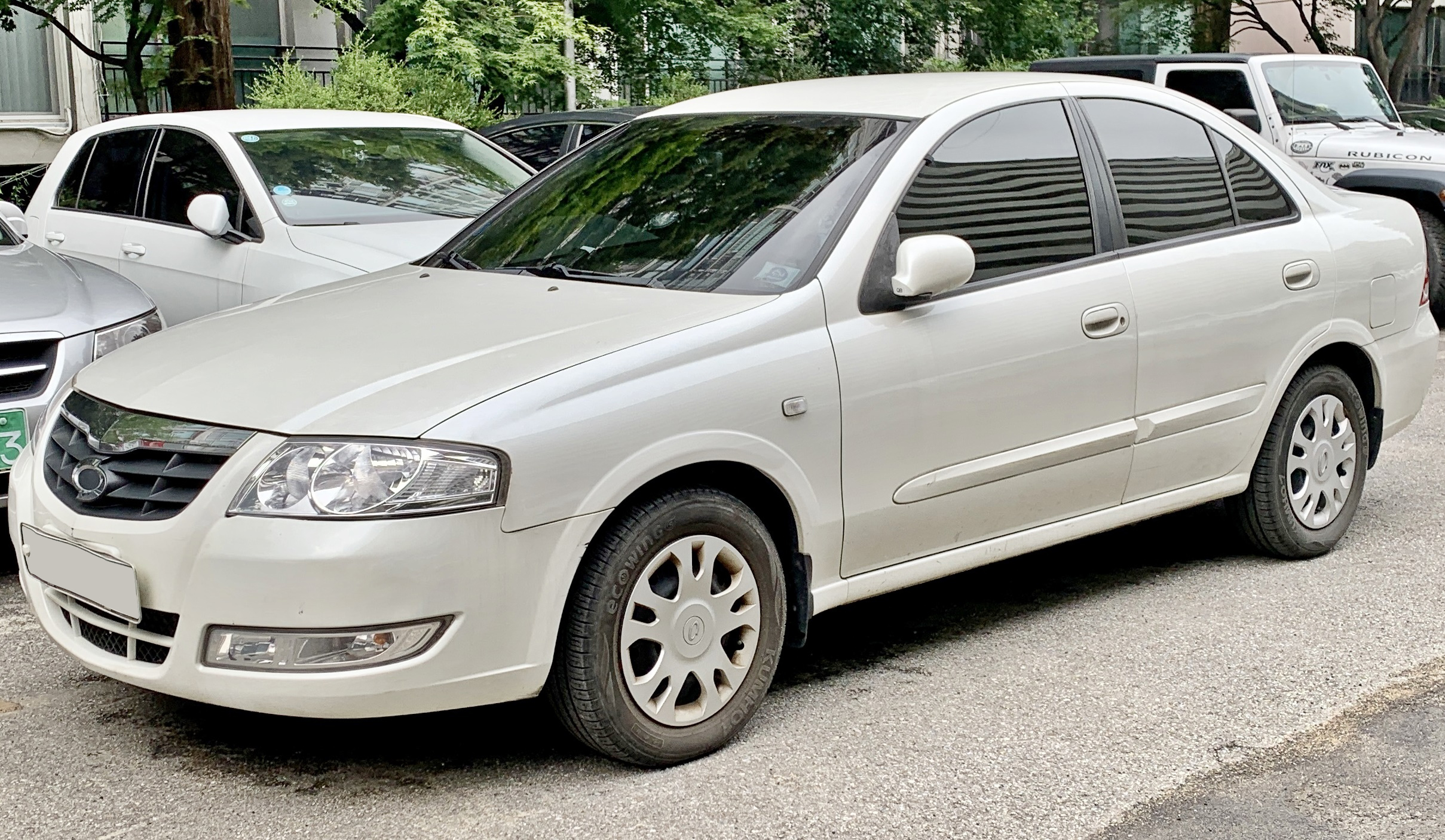
SM3　後期モデル

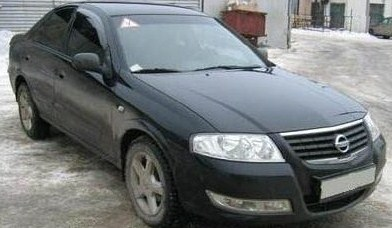
日産　アルメーラクラシック

上述の通り、韓国・ルノーサムスン自動車（現・ルノーコリア自動車）が初代をベースに開発・生産したモデル。前期モデルは細部を除いてベース車とほぼ同じだが、後期モデルは別モデルと見まがうほどアウターパネルが大幅に変更されている。のちに、日産・アルメーラクラシックとしてロシアなどにも輸出された。

## 2代目（通算12代目）G11型（2005年 - 2012年）
ティアナ、ティーダに続く日産モダンリビングコンセプト第3弾であり、モダンリビングコンセプトを謳う商品としては最後のモデルとして、ティアナの発売後、ティーダの開発終了前に開発が開始された。グランドピアノをモチーフとしたダッシュボードや、日産が「Sモーション」と呼ぶS字曲線を全体に取り入れたエクステリア、「シェルシェイプデザイン」とよばれる、二枚貝が口を開いた形をイメージしたというシート形状などが採用される。給油口は他のアライアンスプラットフォーム採用車同様に右側となった。月間販売目標台数は3,000台と発表されている。
プラットフォームにはBプラットフォームが採用されるが（それに伴ってPCDも先代の114.3/4Hから100/4Hに変更）、フルCセグメント級の車格に相当するにもかかわらず、マーチなどと共通のプラットフォームを用いたのは、日産がプラットフォームの使い分けの基準を主に重量や荷重としているためである。フロアパネルの一部や、サスペンションの構成パーツであるスプリング、ダンパー、ブッシュなど以外は基本的に他のBプラットフォーム採用車との共通部品となっている。サスペンション周りやトランク開口部を強化して、Bプラットフォーム採用車の中ではボディ剛性が最も高く、捩り剛性は同社の高級車であるフーガ並みとした。ショックアブソーバーにはティーダにも採用されたリップルコントロールやリバウンドスプリングのほか、新たにプリロード付きダンパーバルブが採用され、走行安定性を向上させた。
先代モデルと比べて全長を大幅に延長し、ホイールベースも165 mm延長したことで、先代の不評点であった室内の狭さを克服しただけではなく、圧倒的な室内空間を確保することに成功した。想定ユーザーは主に40代の女性とされ（2005年当時）、家庭での車選びで「発言力」の強い40代の女性に受けるよう、高級感のあるデザインの内外装と、シーマ以上の脚部スペースをもった後部座席など室内の広さを重視した造りとなっている一方で、センターコンソールはハンドバッグがそのまま入る超大型とし、付属のリッドが180度回転して後席用テーブルとしても使用できる「スーパーマルチコンソール」やオートドライビングポジション機構付の運転席パワーシート、プラズマクラスター内蔵のインテリジェントオートエアコン、アクティブAFS付キセノンヘッドランプ、カーテンシールドエアバッグなど女性と安全にきめ細かく配慮したアイテムを盛り込んだ。
従来のベースグレードであった1.8Lエンジン搭載グレードが廃止され、2.0LのMR20DEと1.5LのHR15DEの2種類のエンジンを搭載し、トランスミッションは2Lがジヤトコ製エクストロニックCVT、e-4WDを含む1.5Lにはフルレンジ電子制御4速オートマチック (E-ATx) が採用された。
同じくコンパクトセダンクラスに属していたシビックは衝突安全性と室内幅を両立するために3ナンバーサイズのミドルセダンクラスへと移行したが、ブルーバードシルフィもミドルクラスへ移行しつつも、3ナンバーサイズに対して「日本の狭隘な道路では運転しにくい」というイメージを抱く顧客層が少なくない観点から、5ナンバーサイズをキープした。
日本と台湾においては2012年、2013年にそれぞれ生産・販売が終了しているが、2019年7月まで中国市場においては「シルフィ クラシック（軒逸 経典）」の名で販売された。ロシア市場においては「アルメーラ」（型式はB11）の名で2019年12月現在も販売が続けられている。東風日産汽車のパートナーである東風汽車においては、シルフィ クラシックとは別に内外装の一部を独自にアレンジした自社ブランド車「風神・A60」として販売されている。

### インテリア
先代と比べて延長したホイールベースと、プラットフォームのフロントのレイアウトを非常にタイトとしたことで室内空間を大幅に拡大した。その後席ニールームは同一ホイールベースのトヨタ・プレミオ/アリオンよりも70 mm以上広く、先代シルフィよりも141 mm長い。レッグスペースは同社の最上級車であるプレジデントやシーマ、さらに当時販売されていたトヨタの高級車セルシオをも凌ぐ ため、日産のセダンとしてはフーガに次ぐ後席スペースを持つ。前席はプラットフォームの性質上フットスペースなどが若干狭くなっている。
室内高は、乗員同士が目線を下げて車内でコミュニケーションを取れるよう、1クラス下のティーダラティオやティーダよりも低めに設定された。

### グレード構成
グレードは、ベースグレード「20S」、中間グレード「20M」、オートドライビングポジションシート等を標準装備する最上級グレード「20G」、低燃費のHR15DEを搭載するエコノミーグレード「15S」、4輪駆動モデルの1.5L「15M FOUR」を設定する。オーテックジャパン扱い特別仕様車の「AXIS（アクシス）」）はFF・2Lの「20S」をベースとするが、本革シート、専用デザインのクロームグリル、フロントバンパープロテクタ、専用意匠の16インチアルミホイール、専用意匠のセンタークラスター等が専用装備として備わる。助手席バニティミラーや運転席シートバックポケット、アイボリーメーターなど「20M」以上に付く装備も一部特別に装着しており、ベースグレードにはない運転席パワーシート装着車も設定する。さらに前期型には、法人向けグレード「Brougham（ブロアム）」も用意された。これはかつてセドリック / グロリアの上級グレードで用いられていた名称である。専用の「Brougham」エンブレムやカッパークリア塗装フロントグリル・トランクフィニッシャー、シャンパンゴールド塗装15インチフルホイールカバー、純正装着サイズのテンパータイヤが採用された。尚、「AXIS」「Brougham」ともに日本市場専用設定である。

### 年表
- 2005年
  - 10月 - 第39回東京モーターショーに「ブルーバードシルフィ プレビュー」として参考出品。
  - 12月21日 - フルモデルチェンジ。初代ブルーバードから数えて12代目に当たる。廃止間近の3代目プリメーラの統合も視野に入れて発売されることになり、車体寸法が大きくなった。ただし3代目プリメーラと違い、5ナンバーとなる車幅は堅持されている。最上級グレードの「20G」には16インチアルミホイールが標準装備されるが、他のグレードにはフルホイールカバーが設定され、アルミホイールは「20G」を除く2Lエンジン搭載車のみにオプション設定される。生産は九州工場から追浜工場に移管された。初代モデルとは異なり教習車は設定されていない。
- 2006年
  - 4月27日 - 特別仕様車「モダンコレクション」を発売。「20M」・「15M FOUR」をベースに、ワイマラナーインテリア、本革巻木目調コンビ3本スポークステアリング、木目リヤカップホルダーを装備した。
  - 8月24日 - 中国で「シルフィ」（中国名「軒逸」）の名称で発売。当初は「サニー」（中国名「陽光」、G10型ブルーバードシルフィ）との併売となった。この他、シンガポールでも「シルフィ」として発売されている。
  - 12月27日 - 台湾で「ブルーバード」として販売開始（ただし、トランク上のエンブレムは日本と同じで「BLUEBIRD SYLPHY」となっている）。台湾仕様車はMR20DE型エンジンのみを搭載し、本皮革シートやサンルーフなどのオプションを設定している。
- 2007年
  - 1月31日 - 特別仕様車「ナチュラルリミテッド」を発売。

「20M」・「15M FOUR」をベースに、出光テクノファインが開発した「アミノファイン」を採用した「HADASARA」加工クロス（シート、ヘッドレスト、コンソールリッド、ドアクロス、ドアアームレスト）、ナチュラルベージュの専用内装色、インテリジェントエアコンシステム+高性能フィルター[注 7]、木目調リヤカップホルダーを装備した。
  - 5月16日 - 一部改良。

「20G」に濃色ガラス（UVカット、リアドア・リアサイド・リアウィンドウ）、「20M」にバンパー組込みフロントフォグランプをそれぞれ追加。特別仕様車「ナチュラルリミテッド」で採用した「HADASARA」加工クロスを同仕様のベースグレードにあたる「20M」・「15M FOUR」及び「20G」に採用し、インテリジェントエアコンシステムは「15S」を除く全グレードに拡大適応した。ボディカラーは「ミスティラベンダーチタンメタリック」を廃し、代わりに「アメジストグレーパールメタリック」を追加。従来は専用カタログだったブロアムはこの改良を機に通常版カタログにひとまとめとされた。
  - 10月29日 - 特別仕様車「20S クールモダン」を発売。

「20S」をベースに、フロントグリルとヘッドランプインナーパネルに濃色グレー塗装を、インストルメントパネル・センターコンソール・ドアトリムフィニッシャーにアルミヘアライン調を、センタークラスター・シフトノブ・ステアリングフィニッシャーにシルバー加飾をそれぞれ施してスポーティな印象とした。「クールモダン」は2009年5月以降の後期型同様、フロントウインカーレンズはアンバー色へ変更したが、後期型は設定しなかった。
- 2008年10月1日 - 一部仕様向上。「アクシス」を含めた全車にインテリジェントキー+エンジンイモビライザーが標準装備となり、オプション設定のカーウイングスナビゲーションシステムはETCユニットがセットされた。
- 2009年
  - 4月8日 - 中国向け仕様がマイナーチェンジ。フロントグリルのデザイン、テールライトの形状が変更され、フロントバンパーも後期型フーガ風のものに交換された。フロントのウインカーレンズ色がアンバー色に変更した。新たに1.6Lエンジン搭載車に5速マニュアルトランスミッションを採用したグレードが追加された[33]。
  - 5月27日 - 日本国内仕様をマイナーチェンジ。

フロントのターンレンズ色を中国仕様車同様のアンバー色とし、センタークラスターのデザインをめっき枠付きのものに変更。ボディカラーはローズレッドパール、セシルブルーチタンメタリック、アメジストグレーパールメタリック、ダイヤモンドシルバーメタリック、シルキーベージュチタンメタリックの5色を廃止し、ダークブルーパール、タイタニウムグレーチタンメタリック、スチールブルーメタリック、フランボワーズレッド2コートパール、ブリリアントシルバーメタリックの新色5色を採用する大幅な入れ替えを実施（ホワイトパールとサファイアブラックパールは継続）すると同時に、従来はボディカラーに関係なく「ブラック」と「サンドベージュ」から選択できたインテリア色は組み合わせが制限されるようになった。装備ではメーターのデザインが一新され、燃費表示機能がついた液晶オド・ツイントリップメーターを装備する。
オプションメニューには地デジ内蔵・HDD方式のカーウイングスナビゲーションシステムとディスプレイ付CD一体AM/FMラジオ+バックビューモニター（20Gは標準装備）を追加。
同時に、これまで標準装備としていたインテリジェントエアコンシステムは20Gを除く全グレードメーカーオプションに変更されると同時に、液晶表示式に変更。MR20DEエンジン搭載車のエンジンヘッドカバーも省略された。法人向けの「ブロアム」が廃止される一方で、「アクシス」はベース車と同様の改良を受け、継続設定された[注 8]。
- 2011年11月21日 - 広州国際モーターショーで東風乗用車公司が自主ブランド「風神」のフラッグシップモデルとなるセダン「A60」を発表[34]。G11型シルフィをベースに開発され、前後デザインなどが変更されている。
- 2012年
  - 3月28日 - 東風乗用車公司が「風神・A60」の発売を開始した[35]。パワートレーンはMR20DE型2.0LエンジンとCVTの組み合わせのみとなる。
  - 6月 - 仕様変更。法改正に伴い従来はSRSカーテンエアバッグなどとセットオプションであった後席中央3点式シートベルトを標準仕様とした。オーディオは全グレードでオーディオレスを標準としてオプション設定とし、キセノンヘッドランプ+AFSや地デジ内蔵・HDD方式のカーウイングスナビゲーションシステムなどのメーカーオプションを全て廃止した。「20G」と「アクシス」を廃止し、運転席パワーシート装着車は設定がない。
  - 8月29日 - モスクワ国際モーターショーでG11型シルフィをベースとするロシア向けアルメーラを発表[36]。
  - 12月 -「シルフィ」の単独ネームとなった3代目と入れ替わって生産・販売終了。「ブルーバード」の名義は本車を最後に消滅し、53年の歴史に幕を閉じた。販売終了前月までの新車登録台数の累計は9万3095台[37]。

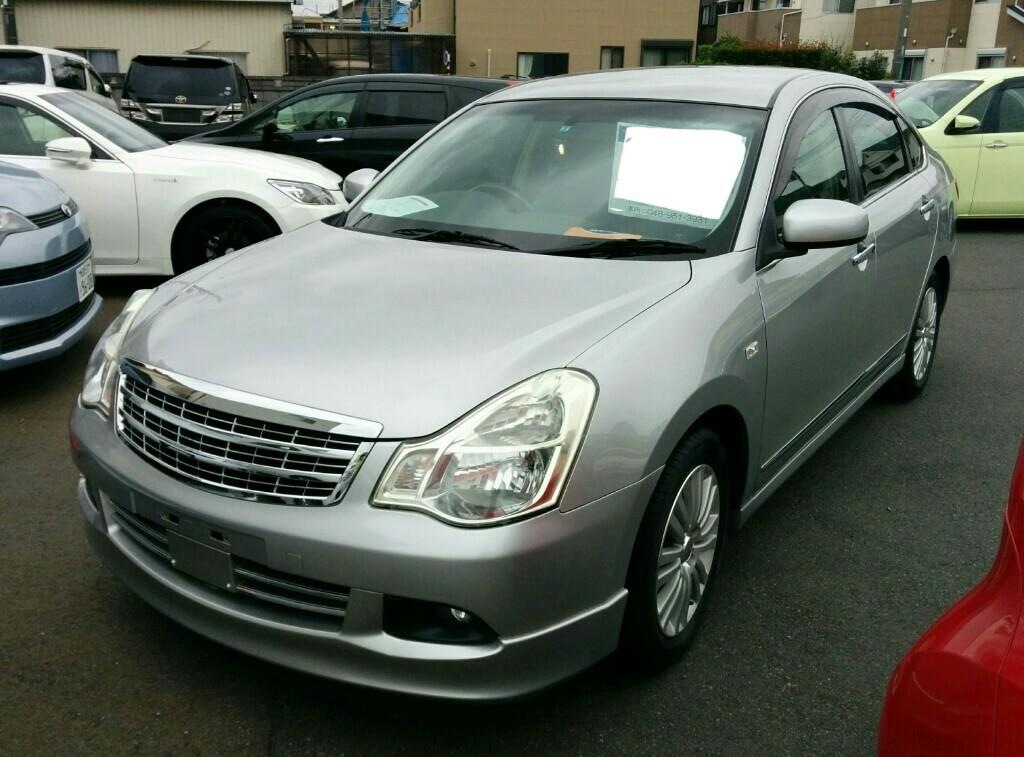
前期型　AXIS　フロント
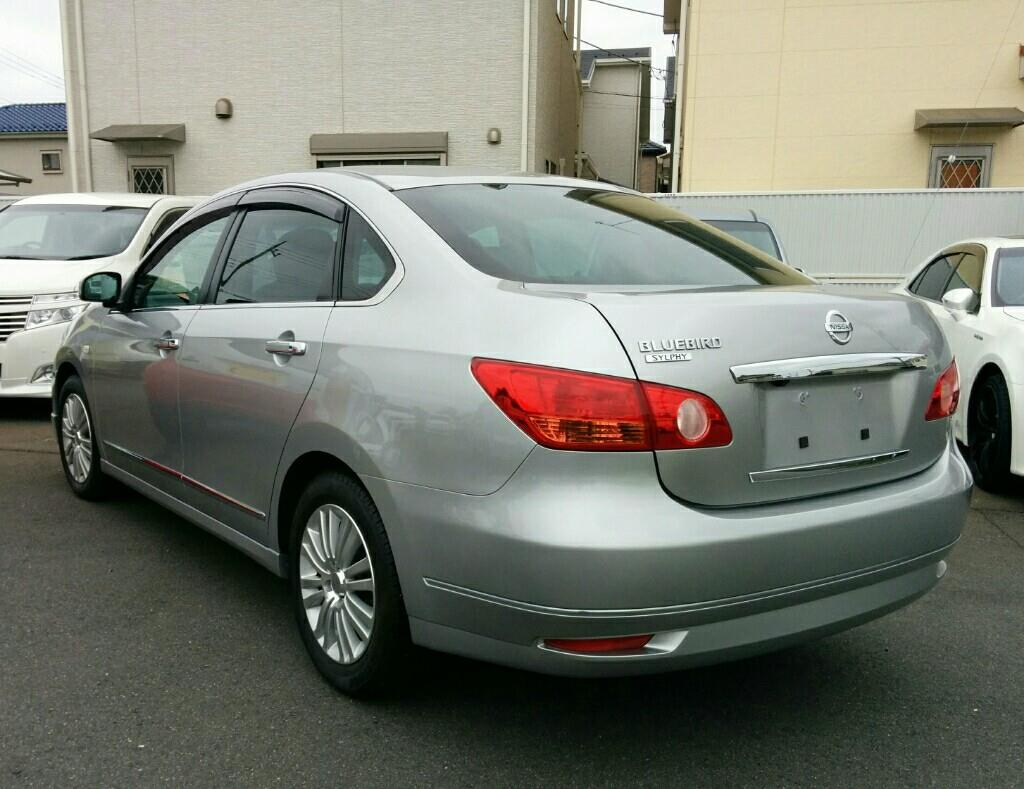
前期型　AXIS　リヤ
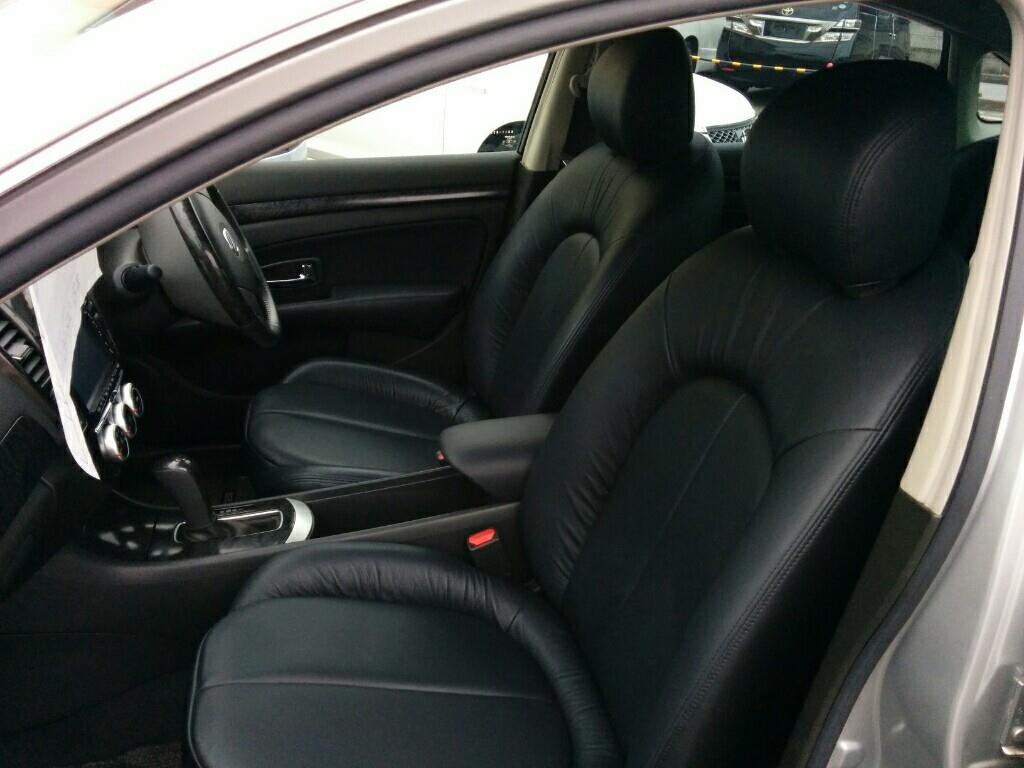
前期型　AXIS　インテリア（ブラック内装仕様）
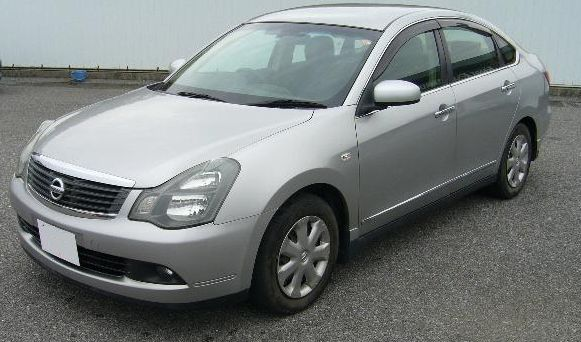
前期型　20S クールモダン
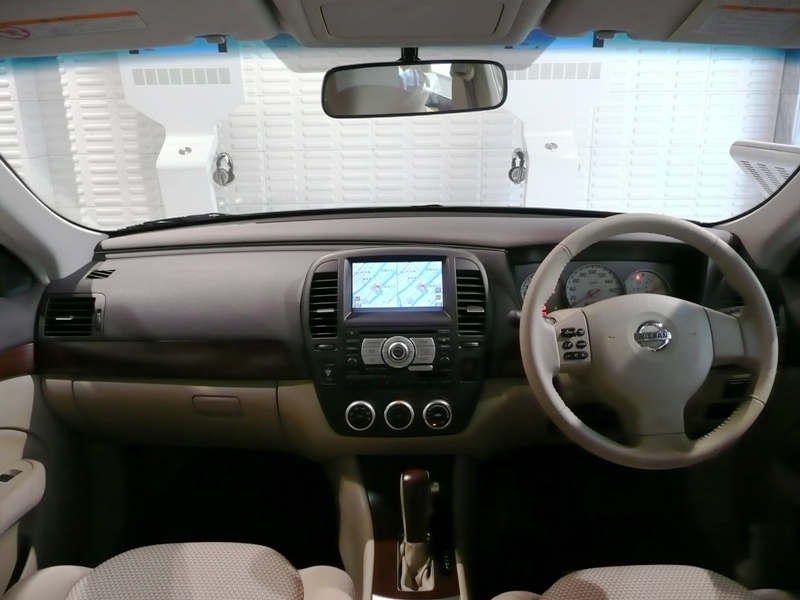
前期型　インテリア

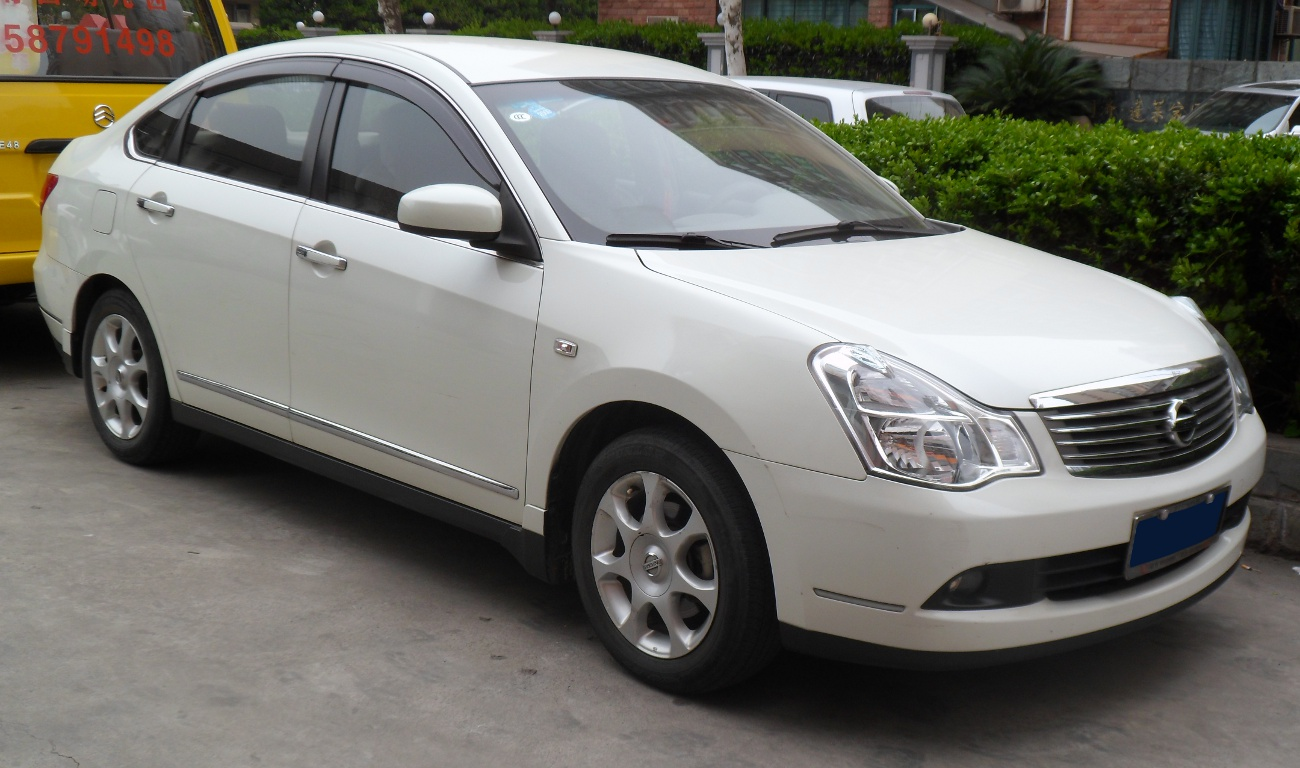
中国仕様前期型
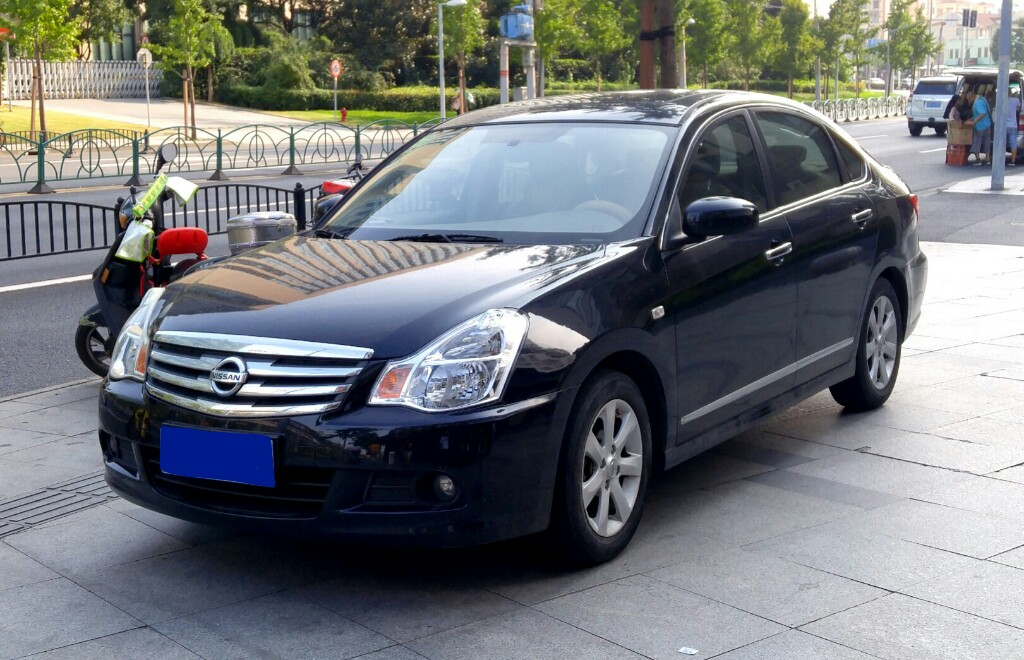
中国仕様後期型/シルフィクラシック フロント
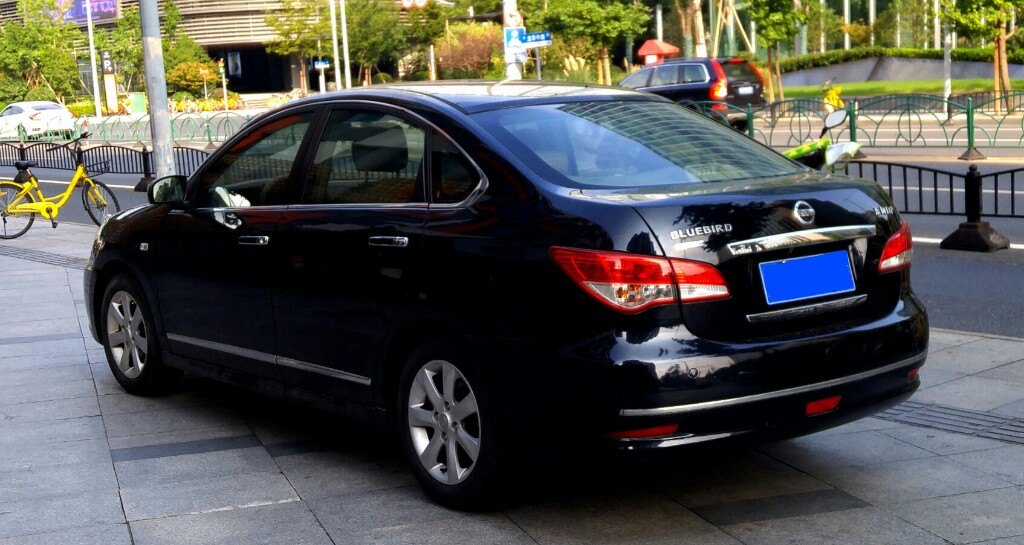
中国仕様後期型/シルフィクラシック　リヤ
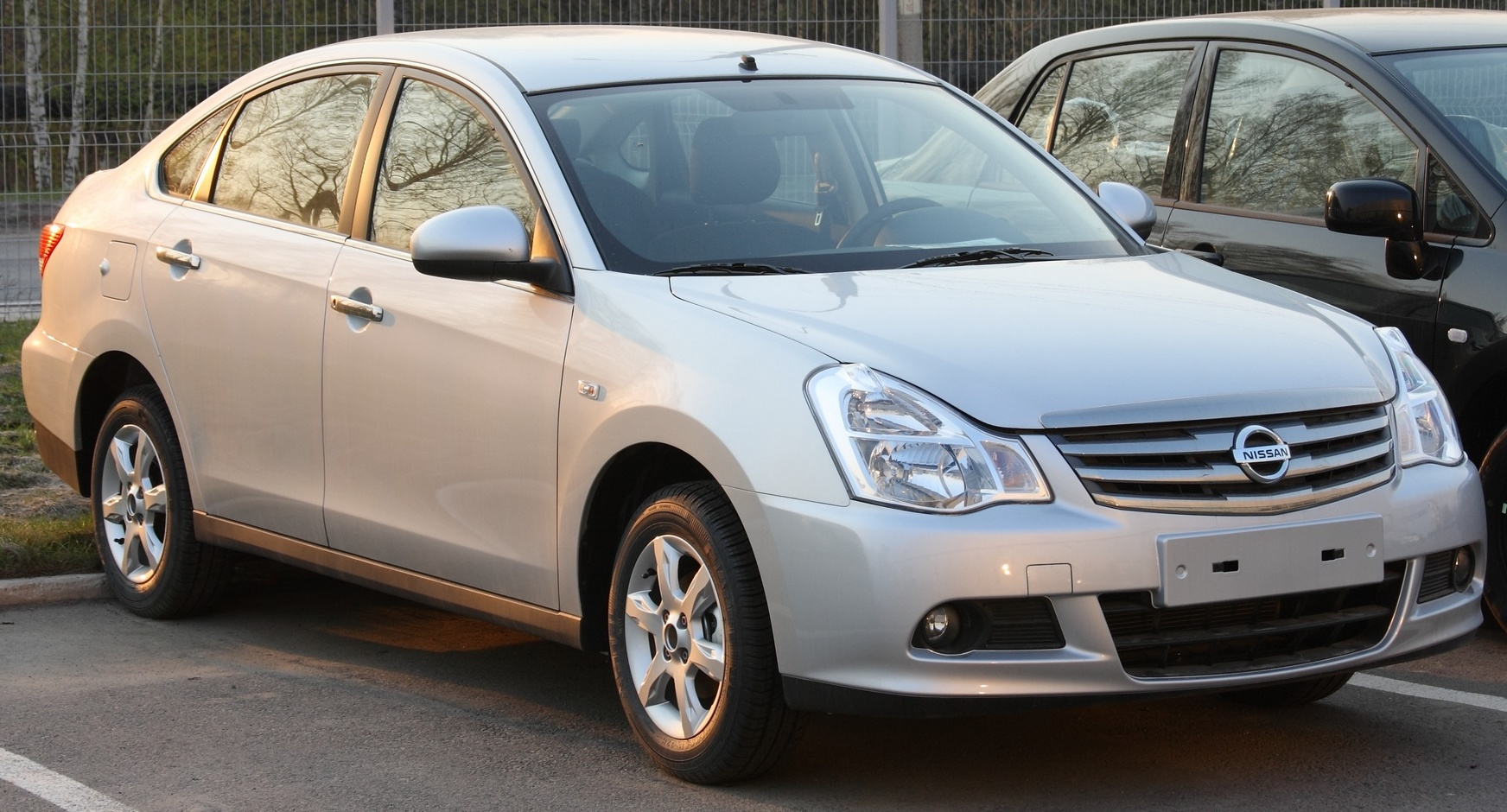
ロシア仕様　アルメーラ　フロント
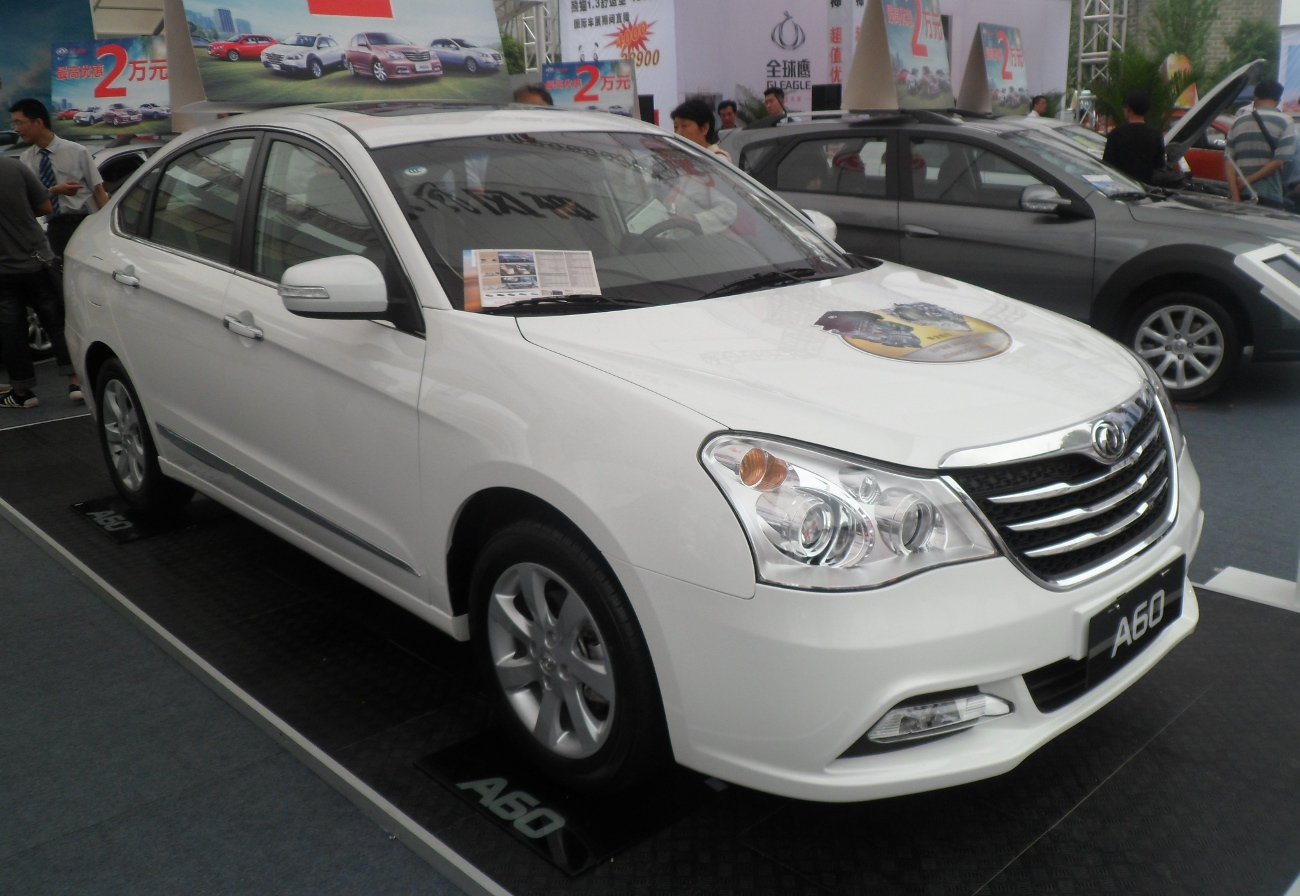
風神A60　前期型　フロント
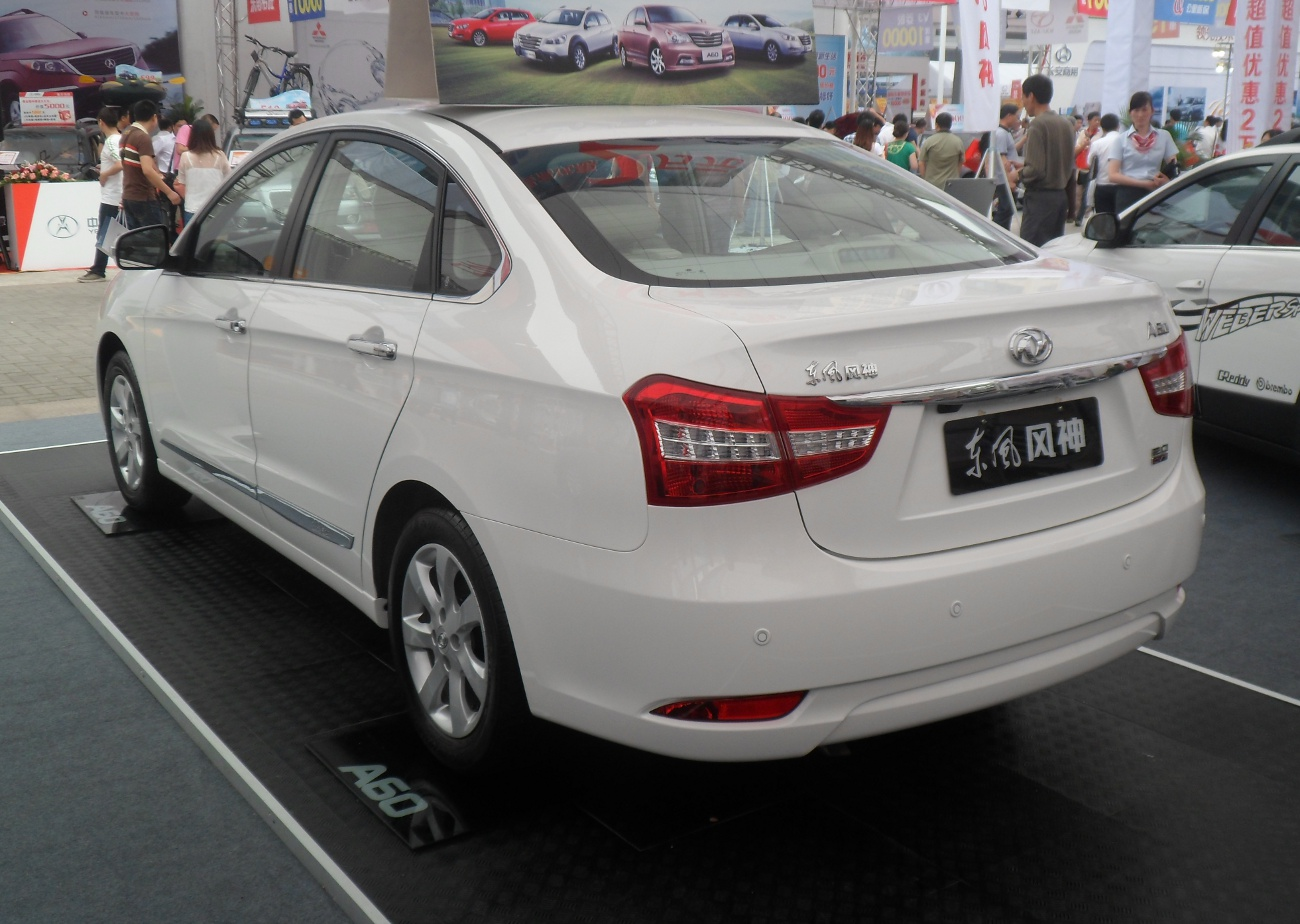
風神A60　前期型　リヤ
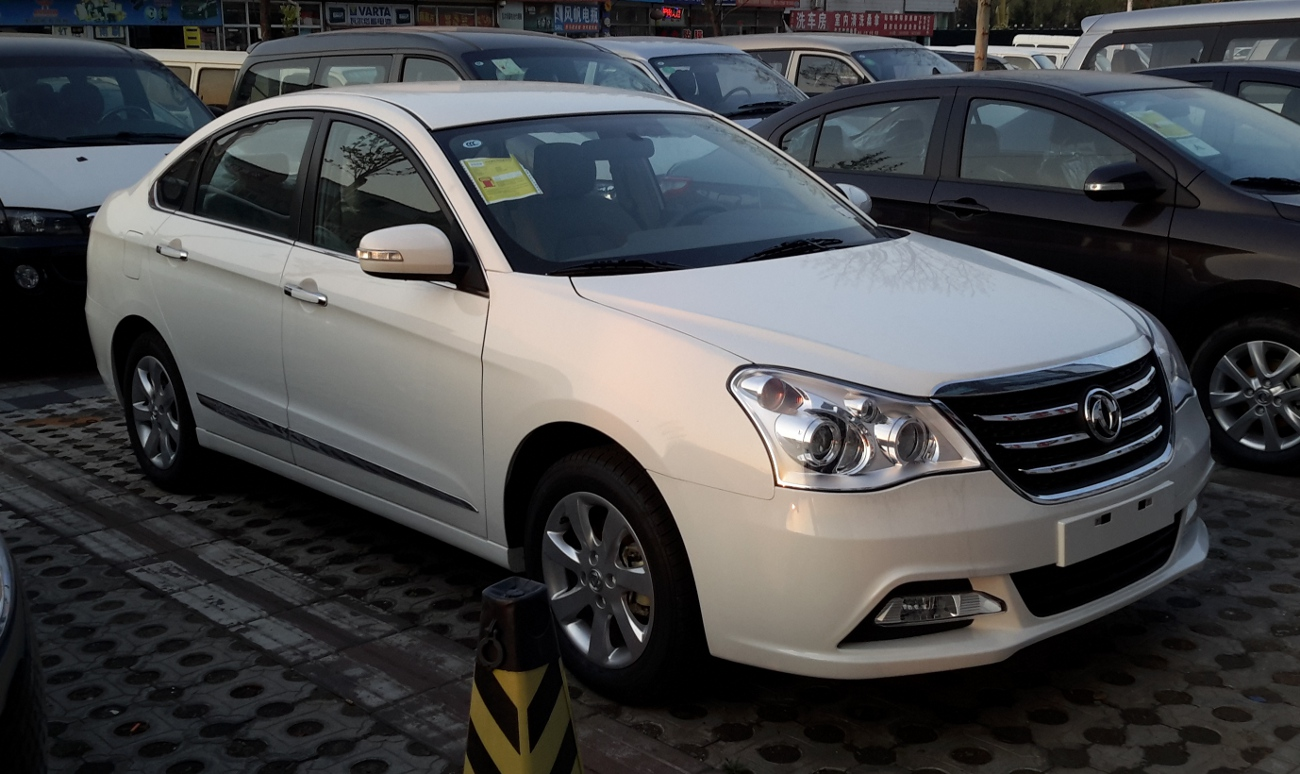
風神A60　中期型　フロント
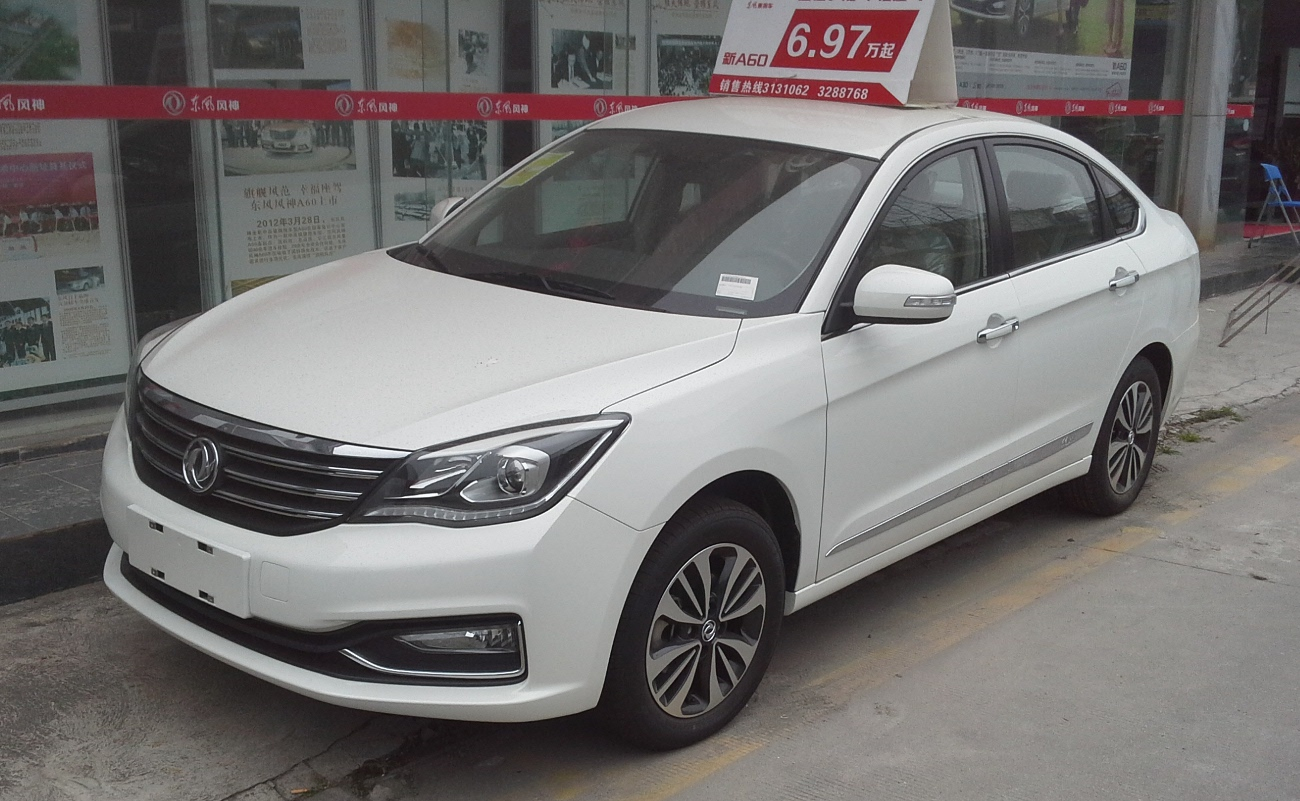
風神A60　後期型　フロント
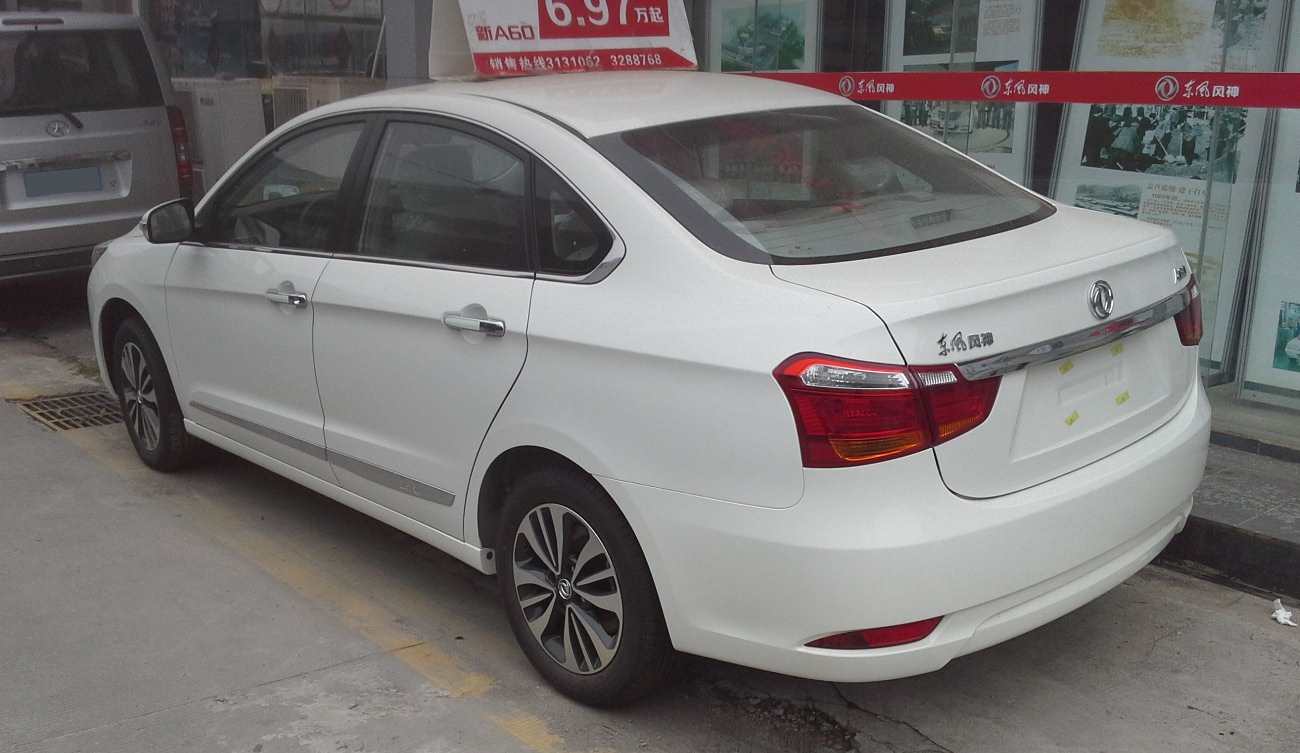
風神A60　後期型　リヤ

## 3代目（通算13代目）B17型 （2012年 - ）
2012年4月に北京モーターショーで発表された。北米市場へはセントラ、オーストラリア市場へはパルサーセダン、台湾市場にはスーパーセントラ/セントラエアロの名でそれぞれ導入される。外寸は全長4,615 mm、全幅1,760 mm、全高1,495 mmと、特に全幅は拡大されたが、引き続きBプラットフォームを採用しているため、ホイールベース長2,700 mmとボディ右側に設置されるフューエルリッドは先代から不変である。エンジンは新開発のMRA8DE型 1.8Lが搭載される。日本は同年12月5日から販売開始。
2012年7月19日に世界に先駆け中国市場での販売が開始されたが、従来のG11型（「軒逸・経典」）も1.6L車のみが継続販売される。2012年8月30日にはタイ王国で発売した。エンジンは1.6Lと1.8L、トランスミッションは1.6L車の最廉価グレードに5速MTが搭載されるほかは全てCVTとなる。タイ向けシルフィは後席中央ヘッドレストが省かれている。
日本仕様車は、2012年10月5日の新型ラティオ発表の席で同年末に日本でも発売することが発表された。そして2012年12月5日に日本市場での販売開始。日本仕様車では1.8L・2WD・CVT車のみの設定となっており、ベースグレードの「S」、中間グレードの「X」、上級グレードの「G」の3グレードが設定され、併せて、オーテックジャパンからは、福祉車両「ライフケアビークル」のラインナップに「X 助手席回転シート」が追加されている。日本市場での想定ユーザーは格下のラティオ同様、70歳以上の男性とされ月販台数は600台を目標（発表当時）としている。生産は追浜工場で行われる。
2015年1月22日には、特別仕様車「Gルグラン」を発売。「G」をベースに、専用のブラック本革シートと合皮ドアトリム、16インチ切削光輝アルミホイールを装備したもの。同時に、ベース車のボディカラー変更が行われ、サファイアブラックパールが廃止になり、新たにスーパーブラックが追加された。
2015年8月24日に、特別仕様車「Sツーリング」を発売。「X」をベースに、専用のフロントエアロバンパー（メッキフォグランプフィニッシャー付）、リヤエアロバンパー、サイドシルプロテクター、リヤスポイラー、グロスブラックのフロントグリルを装備し、専用エンブレムと16インチ切削光輝アルミホイールに加えてキセノンヘッドランプを標準装備。内容的には、エンブレムとアルミホイール以外の全てが台湾向け「セントラエアロ」と同一内容となる。本車は持込み登録で、オーテックジャパン扱いである。
2020年2月には、一部の仕様変更が実施され、内部突起に係る協定規則(第21号)に対応となったが、これと同時に助手席回転シートが廃止された。
2020年9月30日を以って日本仕様車の生産終了。以後、流通在庫のみの販売となり、在庫が無くなり次第、販売終了となる。
2021年10月26日、日本仕様車販売終了。公式ホームページからも削除された。これにより、日産は1938年誕生のダットサン17型セダンを経て1959年誕生のブルーバードを源流とする基幹クラスのセダンから完全撤退することとなり、ラインナップから前輪駆動のセダンが消滅した。

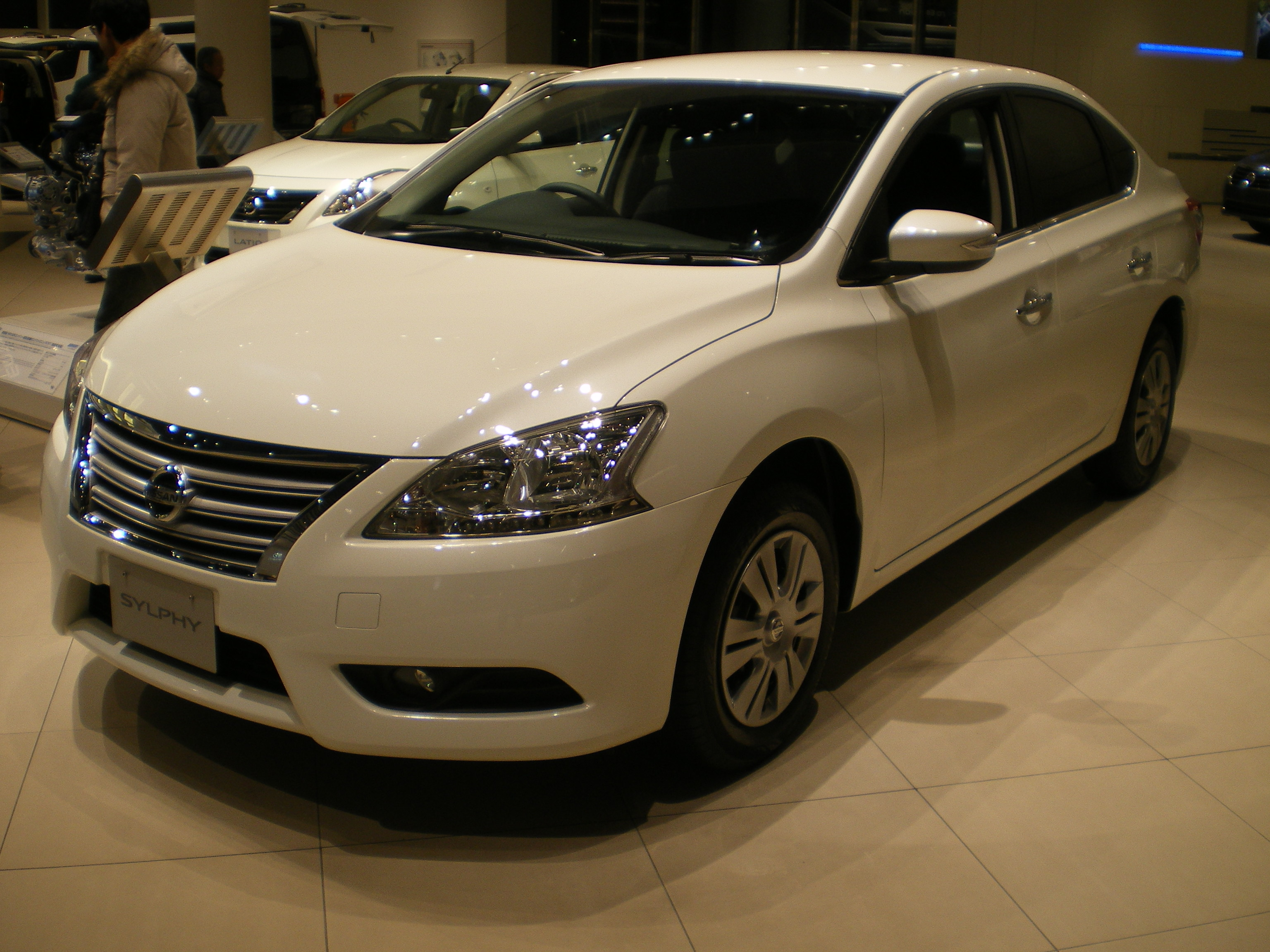
X　フロント
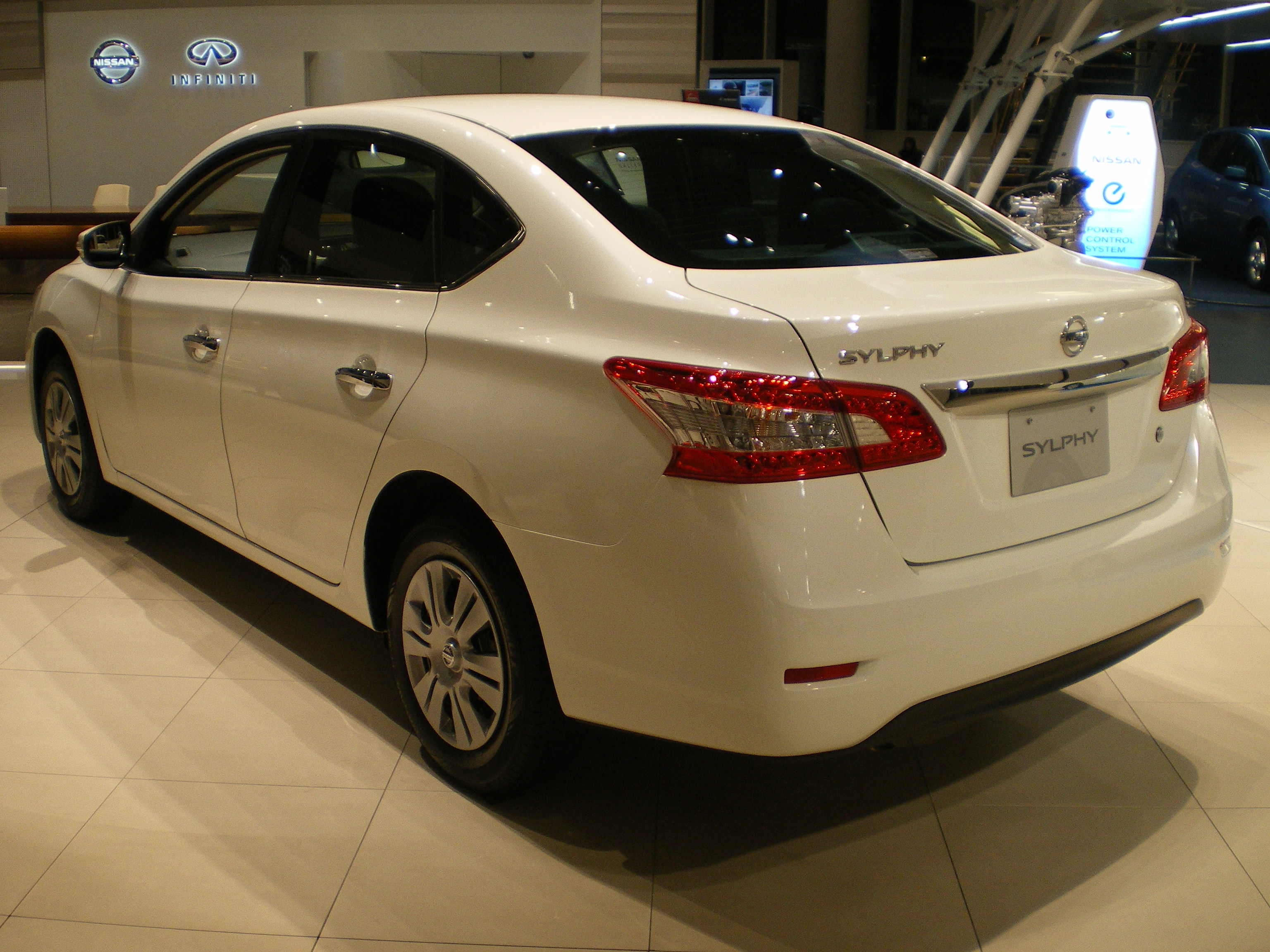
X　リヤ
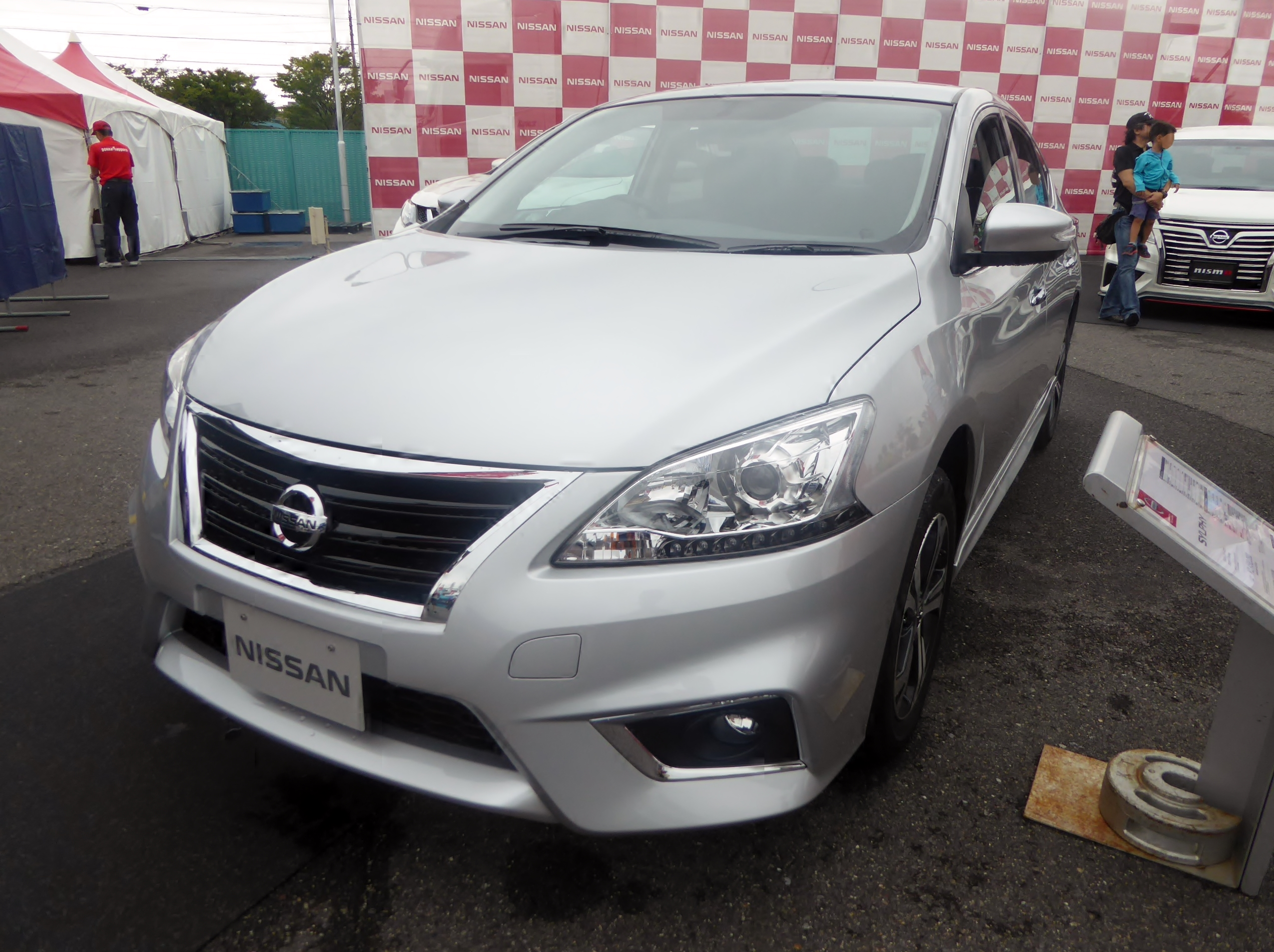
Sツーリング フロント
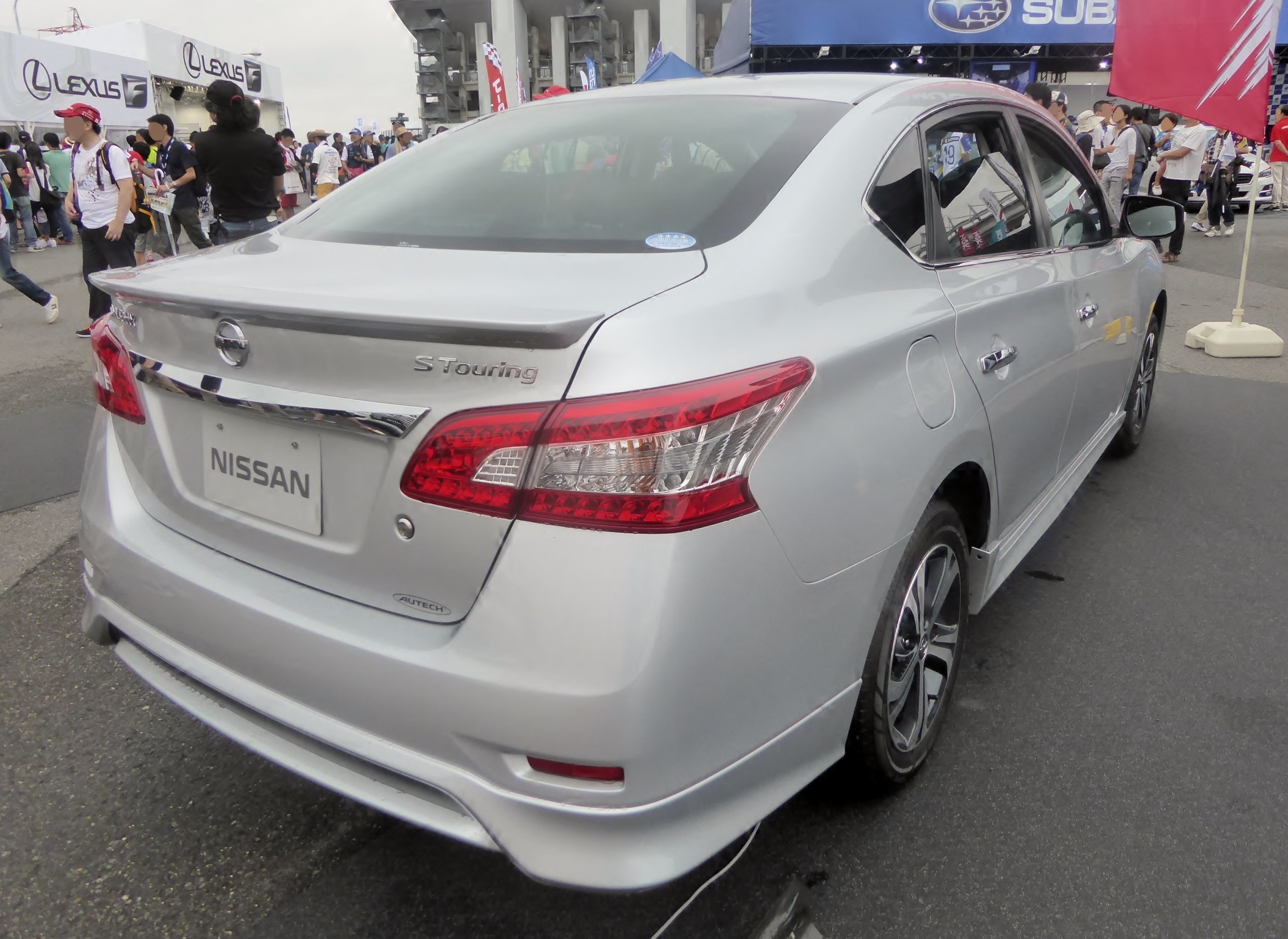
Sツーリング リヤ
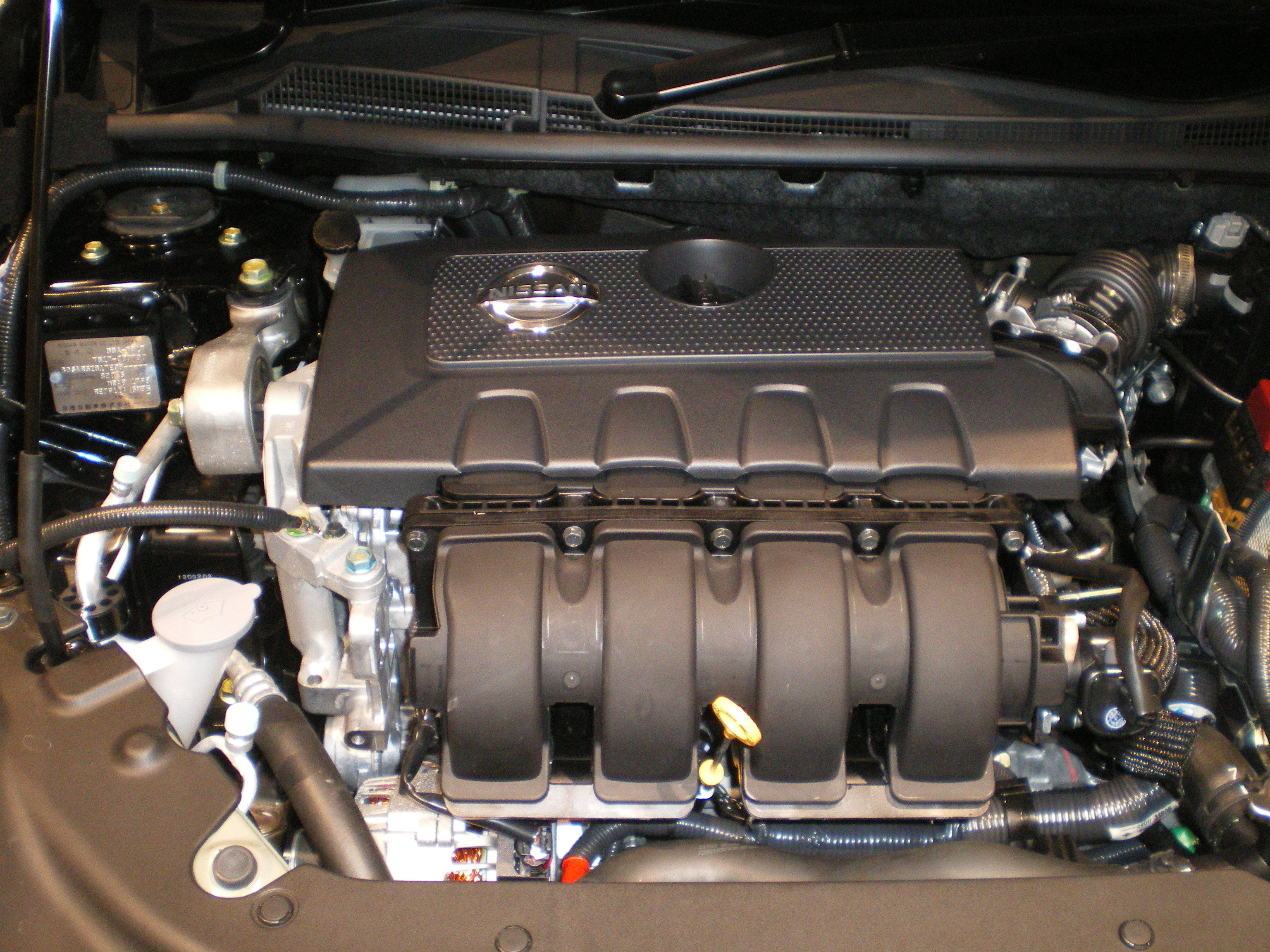
搭載されるMRA8DE型エンジン
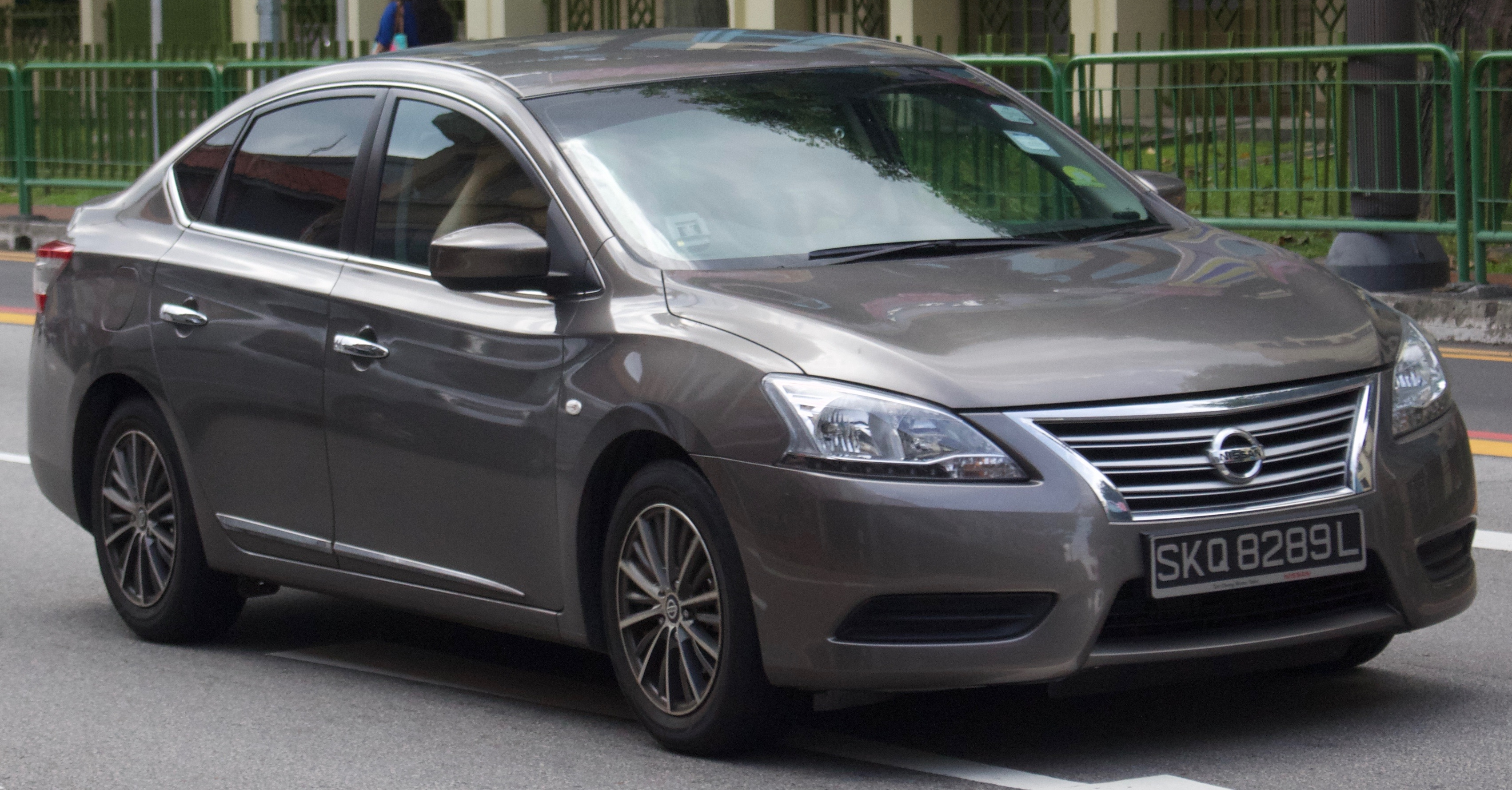
シンガポール仕様 1.8 プレミアム（フロント）
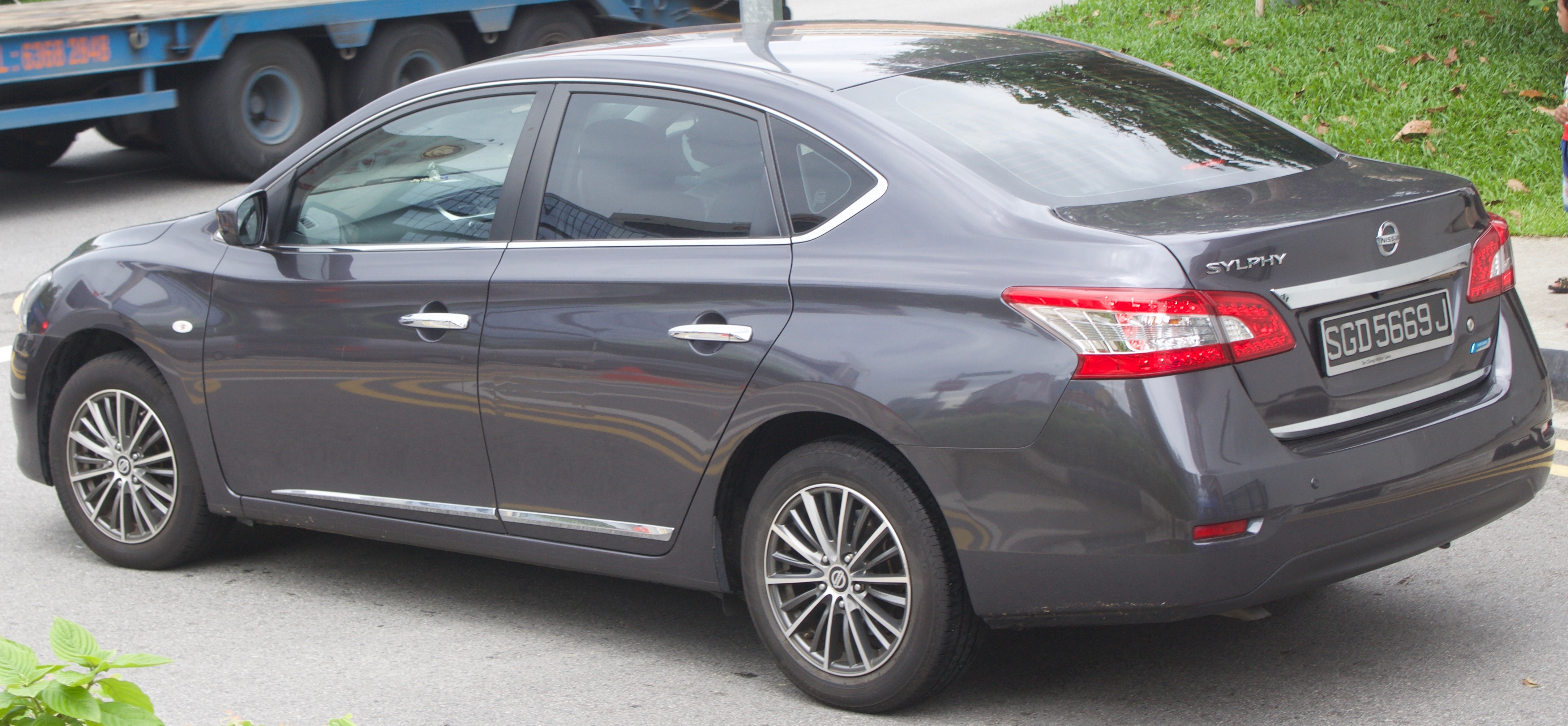
シンガポール仕様 1.8 プレミアム（リア）
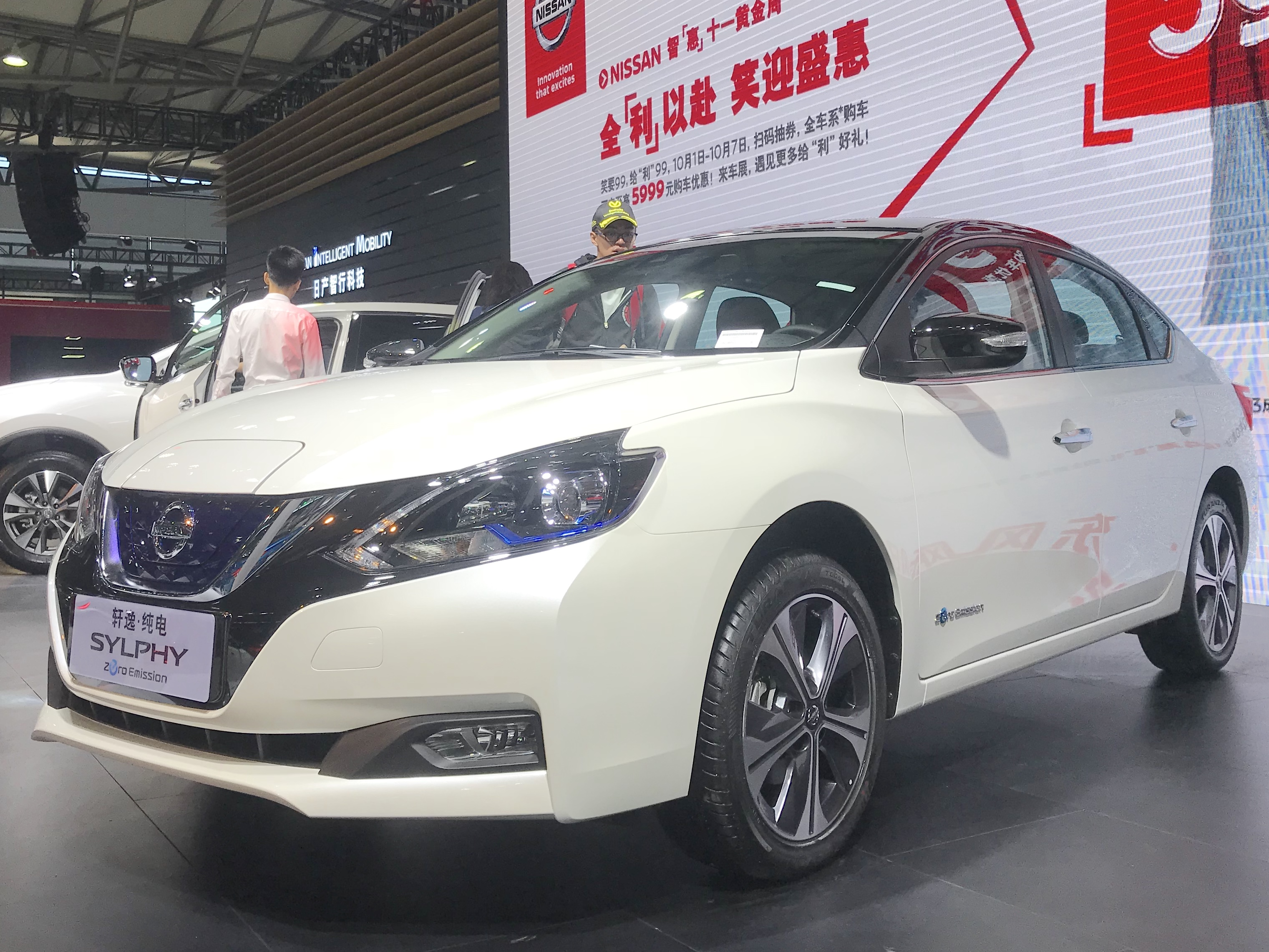
中国仕様 シルフィ EV（フロント）
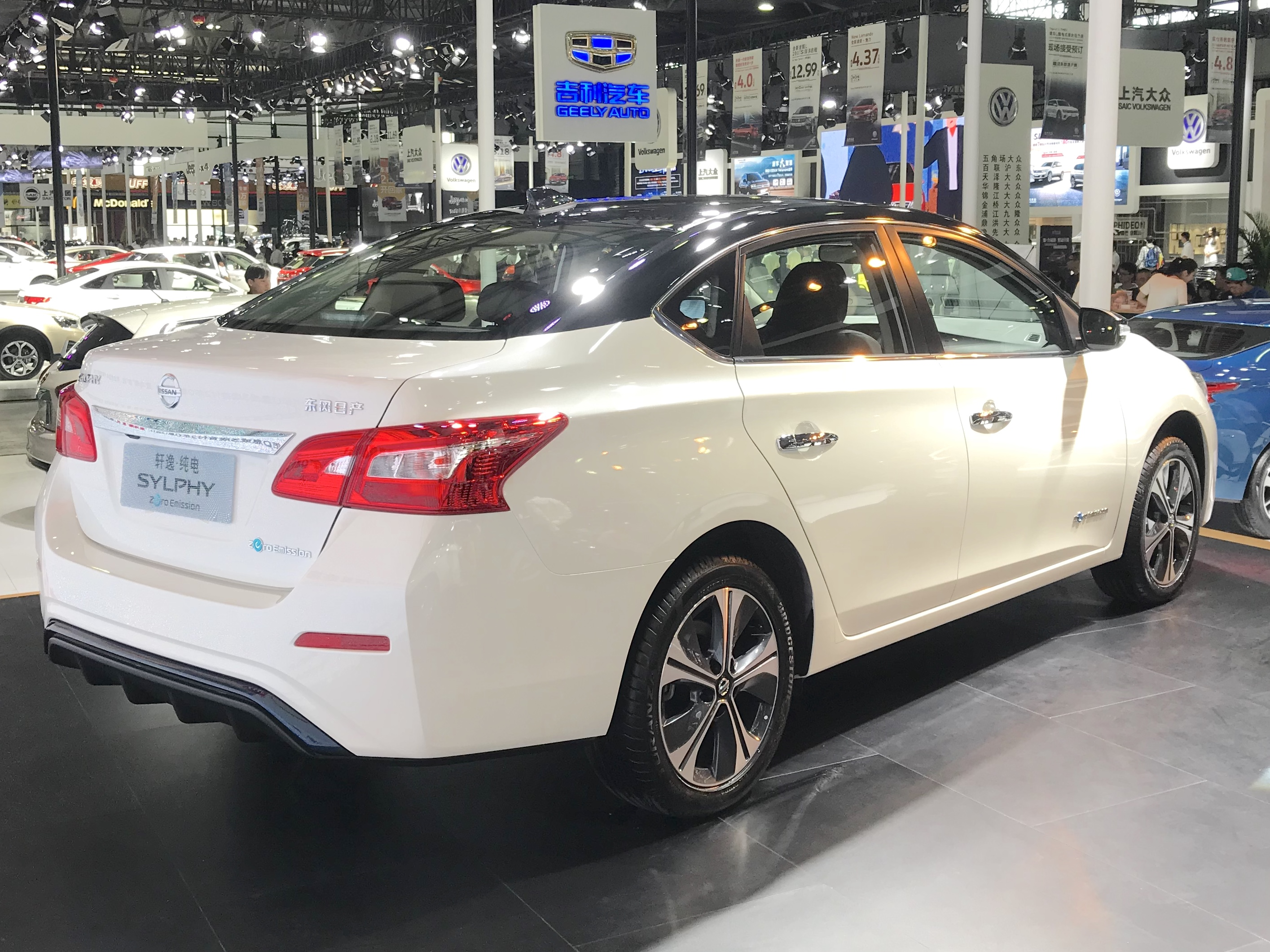
中国仕様 シルフィ EV（リア）
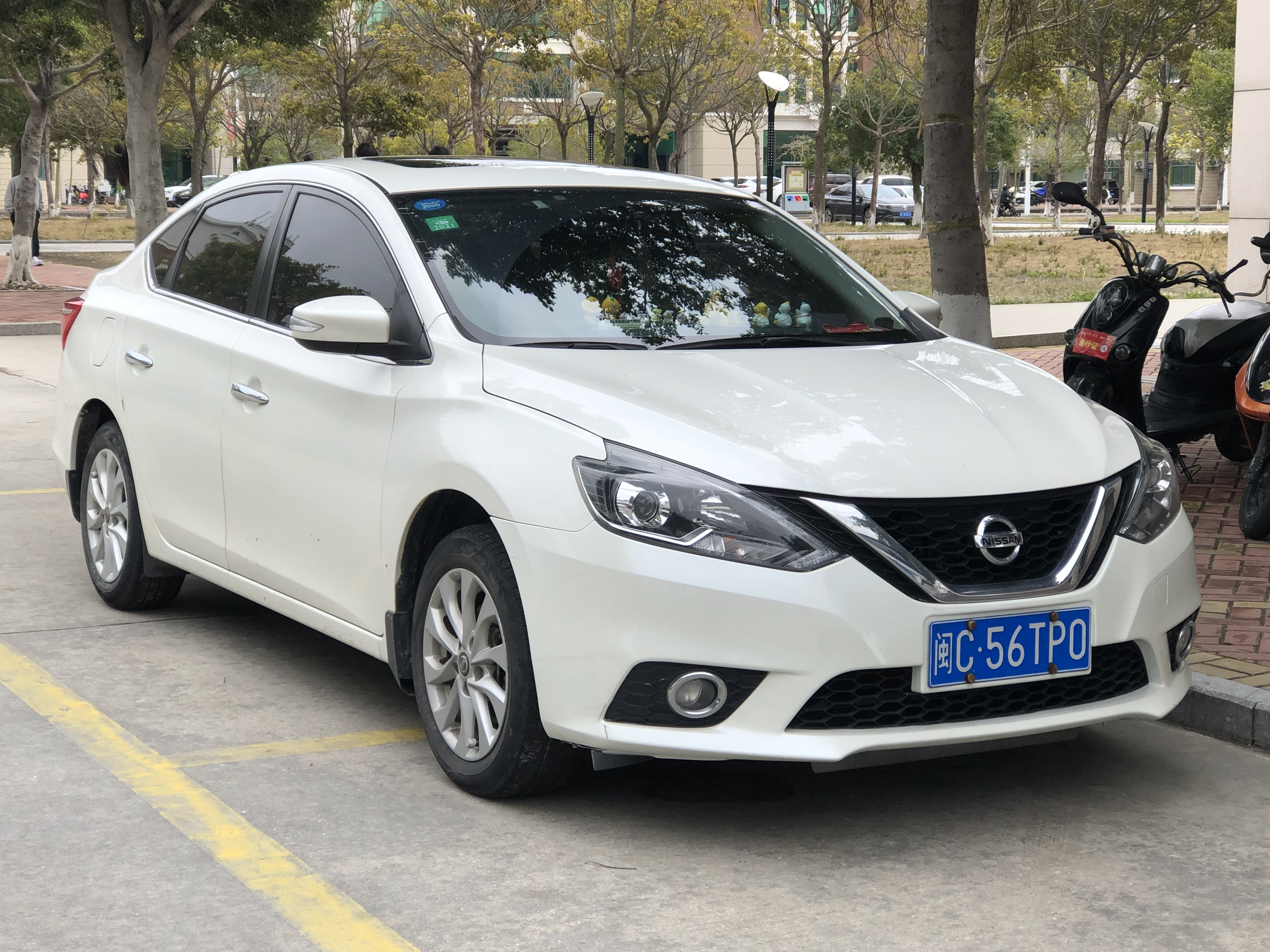
中国仕様（フロント）
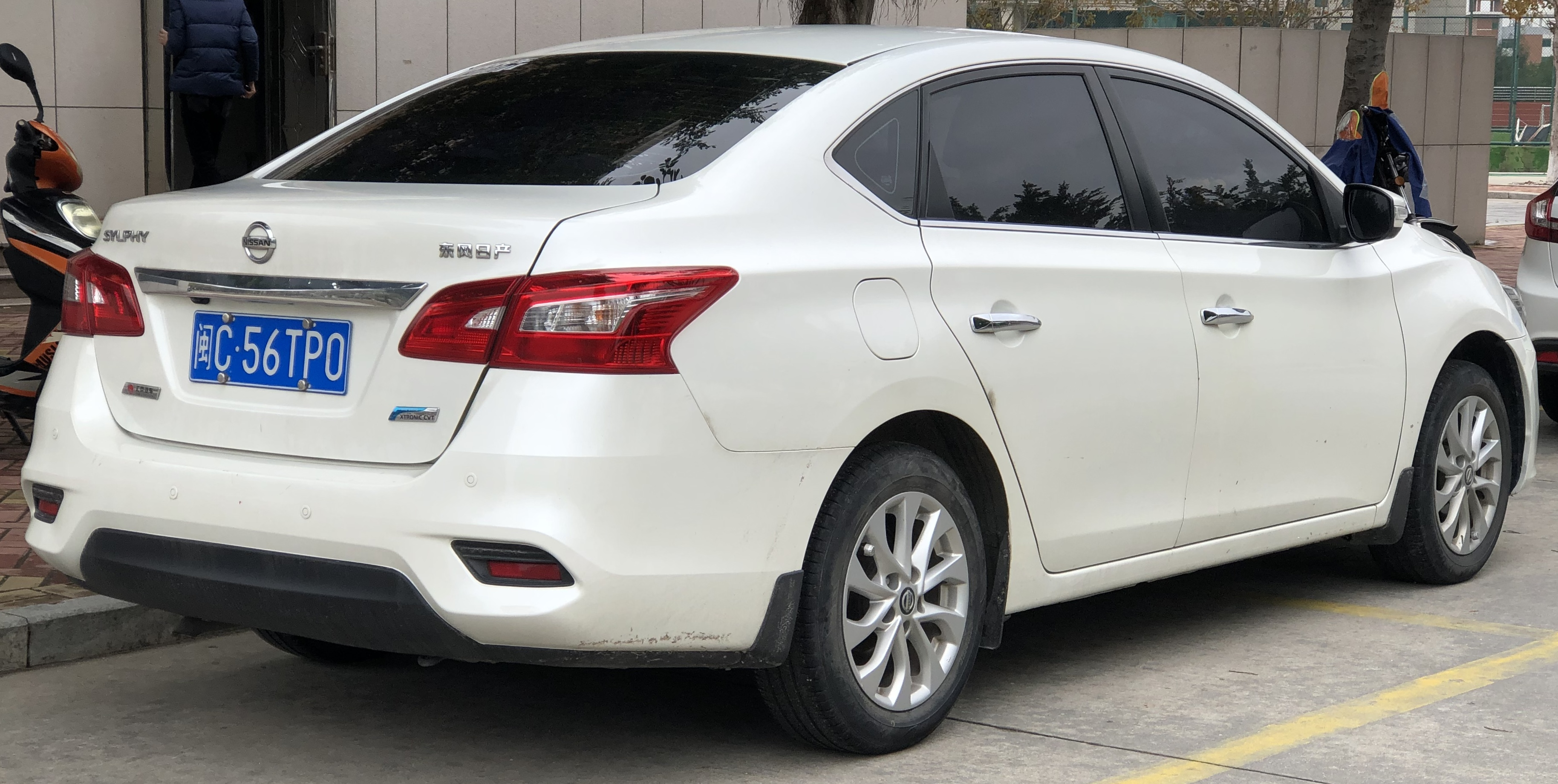
中国仕様（リア）

## 4代目（通算14代目）B18型（2019年 - ）
2019年4月の上海モーターショーでワールドプレミア。同年7月16日、中国市場で発表・発売開始。
フロントマスクには近年の日産デザインアイコン「Vモーション」を進化させた「Vモーション 2.0」を採用した上で、ワイド&ローフォルムへ転換。プラットフォームはエンジニアリングアーキテクチャ「CMF」によって形成された「CMF C/D」を新たに採用。
エンジンは先代からキャリーオーバーとなるHR16DE、トランスミッションも同様に先代からのキャリーオーバーとなるエクストロニックCVTないしは5速MTを採用するが、いずれにも改良が施され、燃費が向上している。XL以上のリヤサスペンションには新たにマルチリンクが採用された。
安全装備は進化し、前方衝突予測警報（インテリジェントFCW）、側・後方車両検知警報 (BSW)、車線逸脱警報 (LDW)、後退時車両検知警報 (CTA)、ふらつき警報（インテリジェント DA）などを総合制御する最新の日産インテリジェントモビリティを全グレードに搭載する。当代の登場に伴い「シルフィクラシック」はG11型からB17型に変更され、当代と併売されることになった。
北米および台湾市場においては、先代に引き続いて「セントラ」の名で投入されるが、北米仕様のエンジンはMR20DEに換装される。
2018年、中国国内の乗用車販売台数でトップを記録。2020年、2021年の販売台数はそれぞれ50万台を超えた。
2021年9月29日には、中国市場で初のe-POWER搭載モデルとなる「シルフィ e-POWER」が発表された。

2023年3月上旬、中国市場でマイナーチェンジし発売された。

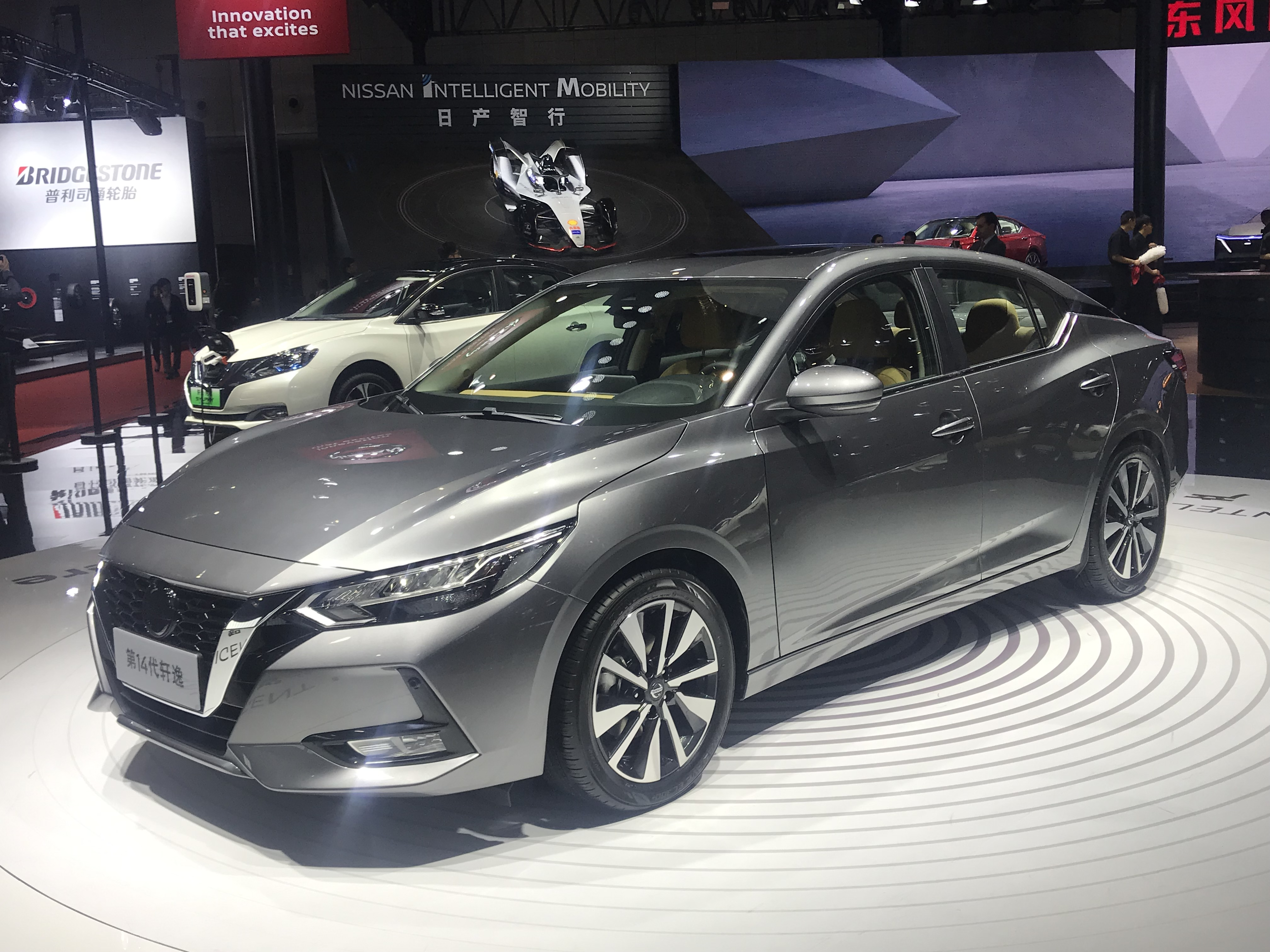
フロント
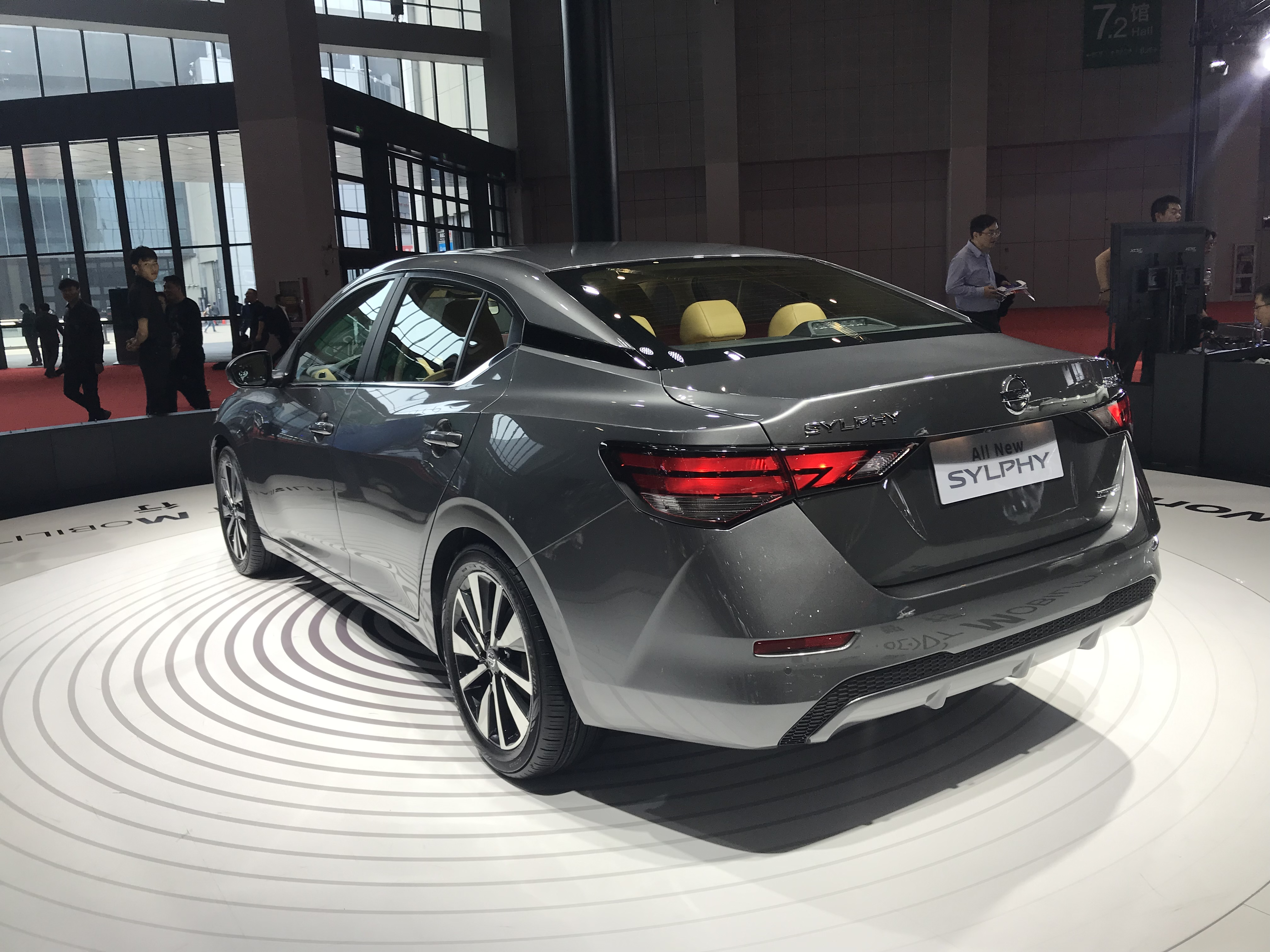
リア

## 車名の由来
- 「シルフィ」は四大精霊のひとつである風の精を表す英語のシルフからの造語[10]。